# バレーボール2010/11Vチャレンジリーグ
バレーボール 2010/11 Vチャレンジリーグ（ばれーぼーる 2010/11 ぶいちゃれんじりーぐ）は、2010年11月27日から2011年3月6日にかけて行われたVチャレンジリーグの大会である。大会は2011年3月11日に発生した東日本大震災の影響で、途中で打ち切りとなった。またその影響によりV・チャレンジマッチも不開催となった。

## 概要

### 日程
- 男子: 2011年1月8日 - 2011年3月20日（当初予定）[1]
- 女子: 2010年11月27日 - 2011年3月20日（当初予定）[1]

### 試合方法
- 男女ともに2回戦総当たりのリーグ戦を行い、優勝チームを決定する。

## 男子

### 参加チーム
| 前回順位 | チーム名                           | 備考 |
| -------- | ---------------------------------- | ---- |
| 1        | ジェイテクトSTINGS                 |      |
| 2        | 富士通カワサキレッドスピリッツ     |      |
| 3        | つくばユナイテッドSun GAIA         |      |
| 4        | 東京ヴェルディ                     |      |
| 5        | 大同特殊鋼レッドスター             |      |
| 6        | きんでんトリニティーブリッツ       |      |
| 7        | 警視庁フォートファイターズ         |      |
| 8        | 阪神デルフィーノ                   |      |
| 9        | 近畿クラブスフィーダ               |      |
| 10       | トヨタ自動車サンホークス           |      |
| 11       | 東京トヨペット・グリーンスパークル |      |

### 試合結果

#### 1月8日
| #701 | 2011年1月8日 13:00 |                        |                                       |                          |                                                              |
| #701 | 2011年1月8日 13:00 | 東京ヴェルディ （1勝） | 3 - 1 (25-17) (25-22) (25-27) (25-17) | 阪神デルフィーノ （1敗） | ジェイテクト体育館 観客数: 120人 主審: 戸川太輔 副審: 岡谷仁 |
| #701 | 2011年1月8日 13:00 |                        |                                       |                          | ジェイテクト体育館 観客数: 120人 主審: 戸川太輔 副審: 岡谷仁 |

| #702 | 2011年1月8日 15:35 |                                    |                                       |                            |                                                              |
| #702 | 2011年1月8日 15:35 | つくばユナイテッドSun GAIA （1敗） | 1 - 3 (22-25) (20-25) (25-23) (19-25) | ジェイテクトSTINGS （1勝） | ジェイテクト体育館 観客数: 330人 主審: 浅井唯由 副審: 大下孝 |
| #702 | 2011年1月8日 15:35 |                                    |                                       |                            | ジェイテクト体育館 観客数: 330人 主審: 浅井唯由 副審: 大下孝 |

| #703 | 2011年1月8日 11:00 |                                    |                               |                                        |                                                              |
| #703 | 2011年1月8日 11:00 | 警視庁フォートファイターズ （1敗） | 0 - 3 (23-25) (20-25) (19-25) | 富士通カワサキレッドスピリッツ （1勝） | 近畿大学記念体育館 観客数: 185人 主審: 大塚春夫 副審: 建井敬 |
| #703 | 2011年1月8日 11:00 |                                    |                               |                                        | 近畿大学記念体育館 観客数: 185人 主審: 大塚春夫 副審: 建井敬 |

| #704 | 2011年1月8日 13:00 |                              |                               |                                          |                                                                |
| #704 | 2011年1月8日 13:00 | 近畿クラブスフィーダ （1勝） | 3 - 0 (25-18) (25-17) (25-19) | 東京トヨペットグリーンスパークル （1敗） | 近畿大学記念体育館 観客数: 210人 主審: 浅見靖人 副審: 新道哲郎 |
| #704 | 2011年1月8日 13:00 |                              |                               |                                          | 近畿大学記念体育館 観客数: 210人 主審: 浅見靖人 副審: 新道哲郎 |

| #705 | 2011年1月8日 15:00 |                                  |                               |                                      |                                                                  |
| #705 | 2011年1月8日 15:00 | トヨタ自動車サンホークス （1勝） | 3 - 0 (25-19) (25-22) (25-19) | きんでんトリニティーブリッツ （1敗） | 近畿大学記念体育館 観客数: 225人 主審: 佐々木伸子 副審: 吉岡奈々 |
| #705 | 2011年1月8日 15:00 |                                  |                               |                                      | 近畿大学記念体育館 観客数: 225人 主審: 佐々木伸子 副審: 吉岡奈々 |

#### 1月9日
| #706 | 2011年1月9日 12:00 |                           |                                       |                                       |                                                              |
| #706 | 2011年1月9日 12:00 | 東京ヴェルディ （1勝1敗） | 2 - 3 (25-21) (22-25) (17-25) (15-17) | つくばユナイテッドSun GAIA （1勝1敗） | ジェイテクト体育館 観客数: 130人 主審: 戸川太輔 副審: 大下孝 |
| #706 | 2011年1月9日 12:00 |                           |                                       |                                       | ジェイテクト体育館 観客数: 130人 主審: 戸川太輔 副審: 大下孝 |

| #707 | 2011年1月9日 14:50 |                          |                               |                            |                                                              |
| #707 | 2011年1月9日 14:50 | 阪神デルフィーノ （2敗） | 0 - 3 (18-25) (20-25) (22-25) | ジェイテクトSTINGS （2勝） | ジェイテクト体育館 観客数: 270人 主審: 浅井唯由 副審: 岡谷仁 |
| #707 | 2011年1月9日 14:50 |                          |                               |                            | ジェイテクト体育館 観客数: 270人 主審: 浅井唯由 副審: 岡谷仁 |

| #708 | 2011年1月9日 11:00 |                                        |                                       |                                     |                                                                |
| #708 | 2011年1月9日 11:00 | 富士通カワサキレッドスピリッツ （2勝） | 3 - 1 (25-17) (25-19) (21-25) (25-19) | トヨタ自動車サンホークス （1勝1敗） | 近畿大学記念体育館 観客数: 155人 主審: 大塚春夫 副審: 吉岡奈々 |
| #708 | 2011年1月9日 11:00 |                                        |                                       |                                     | 近畿大学記念体育館 観客数: 155人 主審: 大塚春夫 副審: 吉岡奈々 |

| #709 | 2011年1月9日 13:15 |                                |                               |                                          |                                                                  |
| #709 | 2011年1月9日 13:15 | 大同特殊鋼レッドスター （1勝） | 3 - 0 (25-19) (25-18) (25-19) | 東京トヨペットグリーンスパークル （2敗） | 近畿大学記念体育館 観客数: 205人 主審: 佐々木伸子 副審: 佐伯昌昭 |
| #709 | 2011年1月9日 13:15 |                                |                               |                                          | 近畿大学記念体育館 観客数: 205人 主審: 佐々木伸子 副審: 佐伯昌昭 |

| #710 | 2011年1月9日 15:05 |                                      |                               |                              |                                                              |
| #710 | 2011年1月9日 15:05 | きんでんトリニティーブリッツ （2敗） | 0 - 3 (21-25) (25-27) (18-25) | 近畿クラブスフィーダ （2勝） | 近畿大学記念体育館 観客数: 260人 主審: 浅見靖人 副審: 建井敬 |
| #710 | 2011年1月9日 15:05 |                                      |                               |                              | 近畿大学記念体育館 観客数: 260人 主審: 浅見靖人 副審: 建井敬 |

#### 1月15日
| #711 | 2011年1月15日 11:00 |                                |                       |                                      |                                                        |
| #711 | 2011年1月15日 11:00 | 大同特殊鋼レッドスター （2勝） | 3 - 0 (25-20) (25-21) | きんでんトリニティーブリッツ （3敗） | 刈谷市体育館 観客数: 120人 主審: 野村考一 副審: 岡谷仁 |
| #711 | 2011年1月15日 11:00 |                                |                       |                                      | 刈谷市体育館 観客数: 120人 主審: 野村考一 副審: 岡谷仁 |

| #712 | 2011年1月15日 13:05 |                           |                               |                                     |                                                          |
| #712 | 2011年1月15日 13:05 | 東京ヴェルディ （2勝1敗） | 3 - 0 (25-19) (25-21) (25-17) | トヨタ自動車サンホークス （1勝2敗） | 刈谷市体育館 観客数: 190人 主審: 西中野健 副審: 浅見靖人 |
| #712 | 2011年1月15日 13:05 |                           |                               |                                     | 刈谷市体育館 観客数: 190人 主審: 西中野健 副審: 浅見靖人 |

| #713 | 2011年1月15日 15:00 |                                          |                               |                            |                                                        |
| #713 | 2011年1月15日 15:00 | 東京トヨペットグリーンスパークル （3敗） | 0 - 3 (14-25) (18-25) (15-25) | ジェイテクトSTINGS （3勝） | 刈谷市体育館 観客数: 260人 主審: 土佐和樹 副審: 岡谷仁 |
| #713 | 2011年1月15日 15:00 |                                          |                               |                            | 刈谷市体育館 観客数: 260人 主審: 土佐和樹 副審: 岡谷仁 |

| #714 | 2011年1月15日 13:00 |                          |                                       |                                        |                                                                                          |
| #714 | 2011年1月15日 13:00 | 阪神デルフィーノ （3敗） | 1 - 3 (23-25) (25-21) (27-29) (21-25) | 富士通カワサキレッドスピリッツ （3勝） | 大村市体育文化センター（シーハットおおむら） 観客数: 700人 主審: 山本晋五 副審: 岩永正博 |
| #714 | 2011年1月15日 13:00 |                          |                                       |                                        | 大村市体育文化センター（シーハットおおむら） 観客数: 700人 主審: 山本晋五 副審: 岩永正博 |

| #715 | 2011年1月15日 15:37 |                                       |                                       |                                 |                                                                                          |
| #715 | 2011年1月15日 15:37 | 警視庁フォートファイターズ （1勝1敗） | 3 - 2 (25-17) (25-15) (22-25) (16-14) | 近畿クラブスフィーダ （2勝1敗） | 大村市体育文化センター（シーハットおおむら） 観客数: 752人 主審: 須藤義宏 副審: 石隈孝典 |
| #715 | 2011年1月15日 15:37 |                                       |                                       |                                 | 大村市体育文化センター（シーハットおおむら） 観客数: 752人 主審: 須藤義宏 副審: 石隈孝典 |

#### 1月16日
| #716 | 2011年1月16日 11:00 |                           |                                       |                                |                                                          |
| #716 | 2011年1月16日 11:00 | 東京ヴェルディ （2勝2敗） | 1 - 3 (15-25) (25-21) (24-26) (23-25) | 大同特殊鋼レッドスター （3勝） | 刈谷市体育館 観客数: 110人 主審: 西中野健 副審: 浅見靖人 |
| #716 | 2011年1月16日 11:00 |                           |                                       |                                | 刈谷市体育館 観客数: 110人 主審: 西中野健 副審: 浅見靖人 |

| #717 | 2011年1月16日 13:35 |                                       |                               |                                      |                                                        |
| #717 | 2011年1月16日 13:35 | つくばユナイテッドSun GAIA （2勝1敗） | 3 - 0 (25-17) (25-21) (25-18) | きんでんトリニティーブリッツ （4敗） | 刈谷市体育館 観客数: 240人 主審: 野村考一 副審: 岡谷仁 |
| #717 | 2011年1月16日 13:35 |                                       |                               |                                      | 刈谷市体育館 観客数: 240人 主審: 野村考一 副審: 岡谷仁 |

| #718 | 2011年1月16日 15:30 |                                     |                       |                            |                                                          |
| #718 | 2011年1月16日 15:30 | トヨタ自動車サンホークス （1勝3敗） | 0 - 3 (17-25) (15-25) | ジェイテクトSTINGS （4勝） | 刈谷市体育館 観客数: 280人 主審: 土佐和樹 副審: 浅見靖人 |
| #718 | 2011年1月16日 15:30 |                                     |                       |                            | 刈谷市体育館 観客数: 280人 主審: 土佐和樹 副審: 浅見靖人 |

| #719 | 2011年1月16日 12:00 |                                        |                                       |                                 |                                                              |
| #719 | 2011年1月16日 12:00 | 富士通カワサキレッドスピリッツ （4勝） | 3 - 1 (25-18) (25-13) (23-25) (25-20) | 近畿クラブスフィーダ （2勝2敗） | 島原復興アリーナ 観客数: 850人 主審: 山本晋五 副審: 石隈孝典 |
| #719 | 2011年1月16日 12:00 |                                        |                                       |                                 | 島原復興アリーナ 観客数: 850人 主審: 山本晋五 副審: 石隈孝典 |

| #720 | 2011年1月16日 14:12 |                          |                               |                                       |                                                            |
| #720 | 2011年1月16日 14:12 | 阪神デルフィーノ （4敗） | 0 - 3 (24-26) (23-25) (20-25) | 警視庁フォートファイターズ （2勝1敗） | 島原復興アリーナ 観客数: 900人 主審: 須藤義宏 副審: 森勇雄 |
| #720 | 2011年1月16日 14:12 |                          |                               |                                       | 島原復興アリーナ 観客数: 900人 主審: 須藤義宏 副審: 森勇雄 |

#### 1月22日
| #721 | 2011年1月22日 11:00 |                                 |                               |                            |                                                                  |
| #721 | 2011年1月22日 11:00 | 近畿クラブスフィーダ （2勝3敗） | 0 - 3 (16-25) (18-25) (26-28) | ジェイテクトSTINGS （5勝） | 桜総合運動公園体育館 観客数: 240人 主審: 浅井唯由 副審: 松延亮一 |
| #721 | 2011年1月22日 11:00 |                                 |                               |                            | 桜総合運動公園体育館 観客数: 240人 主審: 浅井唯由 副審: 松延亮一 |

| #722 | 2011年1月22日 13:00 |                          |                                       |                                |                                                              |
| #722 | 2011年1月22日 13:00 | 阪神デルフィーノ （5敗） | 1 - 3 (21-25) (25-20) (21-25) (22-25) | 大同特殊鋼レッドスター （4勝） | 桜総合運動公園体育館 観客数: 326人 主審: 中山健 副審: 松代寛 |
| #722 | 2011年1月22日 13:00 |                          |                                       |                                | 桜総合運動公園体育館 観客数: 326人 主審: 中山健 副審: 松代寛 |

| #723 | 2011年1月22日 15:34 |                                     |                               |                                       |                                                                  |
| #723 | 2011年1月22日 15:34 | トヨタ自動車サンホークス （1勝4敗） | 0 - 3 (18-25) (16-25) (21-25) | つくばユナイテッドSun GAIA （3勝1敗） | 桜総合運動公園体育館 観客数: 368人 主審: 中島俊昌 副審: 高橋直也 |
| #723 | 2011年1月22日 15:34 |                                     |                               |                                       | 桜総合運動公園体育館 観客数: 368人 主審: 中島俊昌 副審: 高橋直也 |

| #724 | 2011年1月22日 13:00 |                                        |                               |                                          |                                                        |
| #724 | 2011年1月22日 13:00 | 富士通カワサキレッドスピリッツ （5勝） | 3 - 0 (25-12) (25-15) (25-10) | 東京トヨペットグリーンスパークル （4敗） | 泉市民体育館 観客数: 100人 主審: 丸山道博 副審: 中村中 |
| #724 | 2011年1月22日 13:00 |                                        |                               |                                          | 泉市民体育館 観客数: 100人 主審: 丸山道博 副審: 中村中 |

| #725 | 2011年1月22日 15:00 |                           |                                              |                                       |                                                          |
| #725 | 2011年1月22日 15:00 | 東京ヴェルディ （3勝2敗） | 3 - 2 (25-23) (21-25) (17-25) (28-26) (15-8) | 警視庁フォートファイターズ （2勝2敗） | 泉市民体育館 観客数: 290人 主審: 野村考一 副審: 高田恒樹 |
| #725 | 2011年1月22日 15:00 |                           |                                              |                                       | 泉市民体育館 観客数: 290人 主審: 野村考一 副審: 高田恒樹 |

#### 1月23日
| #726 | 2011年1月23日 11:00 |                                      |                               |                            |                                                                  |
| #726 | 2011年1月23日 11:00 | きんでんトリニティーブリッツ （5敗） | 0 - 3 (14-25) (18-25) (19-25) | ジェイテクトSTINGS （6勝） | 桜総合運動公園体育館 観客数: 321人 主審: 中島俊昌 副審: 松延亮一 |
| #726 | 2011年1月23日 11:00 |                                      |                               |                            | 桜総合運動公園体育館 観客数: 321人 主審: 中島俊昌 副審: 松延亮一 |

| #727 | 2011年1月23日 13:00 |                                     |                                       |                             |                                                                |
| #727 | 2011年1月23日 13:00 | トヨタ自動車サンホークス （1勝5敗） | 1 - 3 (18-25) (25-19) (20-25) (18-25) | 阪神デルフィーノ （1勝5敗） | 桜総合運動公園体育館 観客数: 492人 主審: 中山健 副審: 高橋直也 |
| #727 | 2011年1月23日 13:00 |                                     |                                       |                             | 桜総合運動公園体育館 観客数: 492人 主審: 中山健 副審: 高橋直也 |

| #728 | 2011年1月23日 15:25 |                                   |                                       |                                       |                                                                |
| #728 | 2011年1月23日 15:25 | 大同特殊鋼レッドスター （4勝1敗） | 1 - 3 (19-25) (29-27) (24-26) (15-25) | つくばユナイテッドSun GAIA （4勝1敗） | 桜総合運動公園体育館 観客数: 601人 主審: 浅井唯由 副審: 松代寛 |
| #728 | 2011年1月23日 15:25 |                                   |                                       |                                       | 桜総合運動公園体育館 観客数: 601人 主審: 浅井唯由 副審: 松代寛 |

| #729 | 2011年1月23日 12:00 |                                       |                                       |                                          |                                                          |
| #729 | 2011年1月23日 12:00 | 警視庁フォートファイターズ （3勝2敗） | 3 - 1 (26-24) (23-25) (25-13) (25-15) | 東京トヨペットグリーンスパークル （5敗） | 泉市民体育館 観客数: 100人 主審: 野村考一 副審: 中西幸治 |
| #729 | 2011年1月23日 12:00 |                                       |                                       |                                          | 泉市民体育館 観客数: 100人 主審: 野村考一 副審: 中西幸治 |

| #730 | 2011年1月23日 14:10 |                           |                                       |                                        |                                                          |
| #730 | 2011年1月23日 14:10 | 東京ヴェルディ （3勝3敗） | 1 - 3 (25-27) (14-25) (25-20) (19-25) | 富士通カワサキレッドスピリッツ （6勝） | 泉市民体育館 観客数: 200人 主審: 丸山道博 副審: 服部篤史 |
| #730 | 2011年1月23日 14:10 |                           |                                       |                                        | 泉市民体育館 観客数: 200人 主審: 丸山道博 副審: 服部篤史 |

#### 1月29日
| #731 | 2011年1月29日 11:00 |                            |                                               |                                       |                                                            |
| #731 | 2011年1月29日 11:00 | ジェイテクトSTINGS （7勝） | 3 - 2 (16-25) (25-16) (17-25) (25-19) (16-14) | 警視庁フォートファイターズ （3勝3敗） | 福井県営体育館 観客数: 240人 主審: 中島俊昌 副審: 藤木知徳 |
| #731 | 2011年1月29日 11:00 |                            |                                               |                                       | 福井県営体育館 観客数: 240人 主審: 中島俊昌 副審: 藤木知徳 |

| #732 | 2011年1月29日 13:30 |                                     |                       |                                   |                                                          |
| #732 | 2011年1月29日 13:30 | トヨタ自動車サンホークス （1勝6敗） | 0 - 3 (14-25) (20-25) | 大同特殊鋼レッドスター （5勝1敗） | 福井県営体育館 観客数: 300人 主審: 有乗正志 副審: 森口豊 |
| #732 | 2011年1月29日 13:30 |                                     |                       |                                   | 福井県営体育館 観客数: 300人 主審: 有乗正志 副審: 森口豊 |

| #733 | 2011年1月29日 15:15 |                                       |                               |                                 |                                                          |
| #733 | 2011年1月29日 15:15 | つくばユナイテッドSun GAIA （5勝1敗） | 3 - 0 (25-17) (25-14) (25-18) | 近畿クラブスフィーダ （2勝4敗） | 福井県営体育館 観客数: 450人 主審: 城智人 副審: 前川法央 |
| #733 | 2011年1月29日 15:15 |                                       |                               |                                 | 福井県営体育館 観客数: 450人 主審: 城智人 副審: 前川法央 |

| #734 | 2011年1月29日 13:00 |                                      |                                               |                             |                                                                |
| #734 | 2011年1月29日 13:00 | きんでんトリニティーブリッツ （6敗） | 2 - 3 (19-25) (21-25) (25-21) (25-16) (13-15) | 阪神デルフィーノ （2勝5敗） | 岩出市民総合体育館 観客数: 500人 主審: 戸川太輔 副審: 松本久彦 |
| #734 | 2011年1月29日 13:00 |                                      |                                               |                             | 岩出市民総合体育館 観客数: 500人 主審: 戸川太輔 副審: 松本久彦 |

| #735 | 2011年1月29日 15:40 |                           |                               |                                          |                                                                  |
| #735 | 2011年1月29日 15:40 | 東京ヴェルディ （4勝3敗） | 3 - 0 (25-15) (25-16) (25-21) | 東京トヨペットグリーンスパークル （6敗） | 岩出市民総合体育館 観客数: 200人 主審: 山本和良 副審: 上土谷政高 |
| #735 | 2011年1月29日 15:40 |                           |                               |                                          | 岩出市民総合体育館 観客数: 200人 主審: 山本和良 副審: 上土谷政高 |

#### 1月30日
| #736 | 2011年1月30日 11:00 |                                           |                               |                            |                                                            |
| #736 | 2011年1月30日 11:00 | 富士通カワサキレッドスピリッツ （6勝1敗） | 0 - 3 (12-25) (23-25) (22-25) | ジェイテクトSTINGS （8勝） | 福井県営体育館 観客数: 380人 主審: 中島俊昌 副審: 藤木知徳 |
| #736 | 2011年1月30日 11:00 |                                           |                               |                            | 福井県営体育館 観客数: 380人 主審: 中島俊昌 副審: 藤木知徳 |

| #737 | 2011年1月30日 13:00 |                                 |                               |                                   |                                                          |
| #737 | 2011年1月30日 13:00 | 近畿クラブスフィーダ （2勝5敗） | 0 - 3 (25-27) (21-25) (12-25) | 大同特殊鋼レッドスター （6勝1敗） | 福井県営体育館 観客数: 405人 主審: 有乗正志 副審: 森口豊 |
| #737 | 2011年1月30日 13:00 |                                 |                               |                                   | 福井県営体育館 観客数: 405人 主審: 有乗正志 副審: 森口豊 |

| #738 | 2011年1月30日 15:00 |                                       |                                       |                                       |                                                          |
| #738 | 2011年1月30日 15:00 | つくばユナイテッドSun GAIA （6勝1敗） | 3 - 1 (25-16) (25-23) (24-26) (25-20) | 警視庁フォートファイターズ （3勝4敗） | 福井県営体育館 観客数: 440人 主審: 城智人 副審: 前川法央 |
| #738 | 2011年1月30日 15:00 |                                       |                                       |                                       | 福井県営体育館 観客数: 440人 主審: 城智人 副審: 前川法央 |

| #739 | 2011年1月30日 12:00 |                                      |                       |                           |                                                                |
| #739 | 2011年1月30日 12:00 | きんでんトリニティーブリッツ （7敗） | 0 - 3 (18-25) (21-25) | 東京ヴェルディ （5勝3敗） | 岩出市民総合体育館 観客数: 202人 主審: 山本和良 副審: 松本久彦 |
| #739 | 2011年1月30日 12:00 |                                      |                       |                           | 岩出市民総合体育館 観客数: 202人 主審: 山本和良 副審: 松本久彦 |

| #740 | 2011年1月30日 14:00 |                             |                       |                                          |                                                                  |
| #740 | 2011年1月30日 14:00 | 阪神デルフィーノ （3勝5敗） | 3 - 0 (25-21) (25-14) | 東京トヨペットグリーンスパークル （7敗） | 岩出市民総合体育館 観客数: 140人 主審: 戸川太輔 副審: 上土谷政高 |
| #740 | 2011年1月30日 14:00 |                             |                       |                                          | 岩出市民総合体育館 観客数: 140人 主審: 戸川太輔 副審: 上土谷政高 |

#### 2月5日
| #741 | 2011年2月5日 11:00 |                                   |                               |                            |                                                                  |
| #741 | 2011年2月5日 11:00 | 大同特殊鋼レッドスター （6勝2敗） | 0 - 3 (19-25) (22-25) (15-25) | ジェイテクトSTINGS （9勝） | 宮前スポーツセンター 観客数: 582人 主審: 澤達大 副審: 田川菜保子 |
| #741 | 2011年2月5日 11:00 |                                   |                               |                            | 宮前スポーツセンター 観客数: 582人 主審: 澤達大 副審: 田川菜保子 |

| #742 | 2011年2月5日 13:00 |                                 |                               |                             |                                                                  |
| #742 | 2011年2月5日 13:00 | 近畿クラブスフィーダ （2勝8敗） | 0 - 3 (22-25) (19-25) (27-29) | 阪神デルフィーノ （4勝5敗） | 宮前スポーツセンター 観客数: 498人 主審: 高野淳志 副審: 小川浩二 |
| #742 | 2011年2月5日 13:00 |                                 |                               |                             | 宮前スポーツセンター 観客数: 498人 主審: 高野淳志 副審: 小川浩二 |

| #743 | 2011年2月5日 15:05 |                                       |                                               |                                           |                                                                  |
| #743 | 2011年2月5日 15:05 | つくばユナイテッドSun GAIA （6勝2敗） | 2 - 3 (22-25) (25-15) (21-25) (25-21) (11-15) | 富士通カワサキレッドスピリッツ （7勝1敗） | 宮前スポーツセンター 観客数: 608人 主審: 中島俊昌 副審: 新田浩幸 |
| #743 | 2011年2月5日 15:05 |                                       |                                               |                                           | 宮前スポーツセンター 観客数: 608人 主審: 中島俊昌 副審: 新田浩幸 |

| #744 | 2011年2月5日 13:00 |                                       |                                               |                                         |                                                            |
| #744 | 2011年2月5日 13:00 | 警視庁フォートファイターズ （3勝5敗） | 2 - 3 (26-24) (21-25) (30-28) (25-27) (14-16) | きんでんトリニティーブリッツ （1勝7敗） | 境港市民体育館 観客数: 583人 主審: 種元桂子 副審: 国頭亮太 |
| #744 | 2011年2月5日 13:00 |                                       |                                               |                                         | 境港市民体育館 観客数: 583人 主審: 種元桂子 副審: 国頭亮太 |

| #745 | 2011年2月5日 15:45 |                                             |                                       |                                     |                                                            |
| #745 | 2011年2月5日 15:45 | 東京トヨペットグリーンスパークル （1勝7敗） | 3 - 1 (19-25) (25-16) (25-22) (25-23) | トヨタ自動車サンホークス （1勝7敗） | 境港市民体育館 観客数: 583人 主審: 西中野健 副審: 浜本英之 |
| #745 | 2011年2月5日 15:45 |                                             |                                       |                                     | 境港市民体育館 観客数: 583人 主審: 西中野健 副審: 浜本英之 |

#### 2月6日
| #746 | 2011年2月6日 11:00 |                             |                               |                                       |                                                                |
| #746 | 2011年2月6日 11:00 | 阪神デルフィーノ （4勝6敗） | 0 - 3 (21-25) (23-25) (18-25) | つくばユナイテッドSun GAIA （7勝2敗） | 宮前スポーツセンター 観客数: 446人 主審: 澤達大 副審: 小川浩二 |
| #746 | 2011年2月6日 11:00 |                             |                               |                                       | 宮前スポーツセンター 観客数: 446人 主審: 澤達大 副審: 小川浩二 |

| #747 | 2011年2月6日 13:00 |                                 |                                       |                           |                                                                  |
| #747 | 2011年2月6日 13:00 | 近畿クラブスフィーダ （2勝7敗） | 1 - 3 (28-30) (18-25) (27-25) (21-25) | 東京ヴェルディ （6勝3敗） | 宮前スポーツセンター 観客数: 525人 主審: 中島俊昌 副審: 新田浩幸 |
| #747 | 2011年2月6日 13:00 |                                 |                                       |                           | 宮前スポーツセンター 観客数: 525人 主審: 中島俊昌 副審: 新田浩幸 |

| #748 | 2011年2月6日 15:35 |                                   |                                       |                                           |                                                                    |
| #748 | 2011年2月6日 15:35 | 大同特殊鋼レッドスター （6勝3敗） | 1 - 3 (17-25) (25-23) (21-25) (18-25) | 富士通カワサキレッドスピリッツ （8勝1敗） | 宮前スポーツセンター 観客数: 612人 主審: 高野淳志 副審: 田川菜保子 |
| #748 | 2011年2月6日 15:35 |                                   |                                       |                                           | 宮前スポーツセンター 観客数: 612人 主審: 高野淳志 副審: 田川菜保子 |

| #749 | 2011年2月6日 12:00 |                                     |                               |                                       |                                                              |
| #749 | 2011年2月6日 12:00 | トヨタ自動車サンホークス （1勝8敗） | 0 - 3 (22-25) (18-25) (21-25) | 警視庁フォートファイターズ （4勝5敗） | 倉吉体育文化会館 観客数: 399人 主審: 西中野健 副審: 浜本英之 |
| #749 | 2011年2月6日 12:00 |                                     |                               |                                       | 倉吉体育文化会館 観客数: 399人 主審: 西中野健 副審: 浜本英之 |

| #750 | 2011年2月6日 14:00 |                                         |                               |                                             |                                                              |
| #750 | 2011年2月6日 14:00 | きんでんトリニティーブリッツ （2勝7敗） | 3 - 0 (25-15) (25-23) (25-17) | 東京トヨペットグリーンスパークル （1勝8敗） | 倉吉体育文化会館 観客数: 414人 主審: 種元桂子 副審: 国頭亮太 |
| #750 | 2011年2月6日 14:00 |                                         |                               |                                             | 倉吉体育文化会館 観客数: 414人 主審: 種元桂子 副審: 国頭亮太 |

#### 2月12日
| #751 | 2011年2月12日 13:00 |                                         |                               |                                           |                                                              |
| #751 | 2011年2月12日 13:00 | きんでんトリニティーブリッツ （2勝8敗） | 0 - 3 (20-25) (14-25) (21-25) | 富士通カワサキレッドスピリッツ （9勝1敗） | 鯖江市総合体育館 観客数: 324人 主審: 高橋弘二 副審: 前川法央 |
| #751 | 2011年2月12日 13:00 |                                         |                               |                                           | 鯖江市総合体育館 観客数: 324人 主審: 高橋弘二 副審: 前川法央 |

| #752 | 2011年2月12日 15:00 |                                       |                       |                                             |                                                            |
| #752 | 2011年2月12日 15:00 | つくばユナイテッドSun GAIA （8勝2敗） | 3 - 0 (25-15) (25-22) | 東京トヨペットグリーンスパークル （1勝9敗） | 鯖江市総合体育館 観客数: 356人 主審: 有乗正志 副審: 森口豊 |
| #752 | 2011年2月12日 15:00 |                                       |                       |                                             | 鯖江市総合体育館 観客数: 356人 主審: 有乗正志 副審: 森口豊 |

| #753 | 2011年2月12日 11:00 |                                     |                                              |                                 |                                                              |
| #753 | 2011年2月12日 11:00 | トヨタ自動車サンホークス （1勝9敗） | 2 - 3 (19-25) (27-25) (21-25) (25-22) (6-15) | 近畿クラブスフィーダ （3勝7敗） | 大同特殊鋼体育館 観客数: 180人 主審: 種元桂子 副審: 浅見靖人 |
| #753 | 2011年2月12日 11:00 |                                     |                                              |                                 | 大同特殊鋼体育館 観客数: 180人 主審: 種元桂子 副審: 浅見靖人 |

| #754 | 2011年2月12日 13:40 |                           |                               |                             |                                                              |
| #754 | 2011年2月12日 13:40 | 東京ヴェルディ （6勝4敗） | 0 - 3 (23-25) (22-25) (18-25) | ジェイテクトSTINGS （10勝） | 大同特殊鋼体育館 観客数: 240人 主審: 西中野健 副審: 戸川太輔 |
| #754 | 2011年2月12日 13:40 |                           |                               |                             | 大同特殊鋼体育館 観客数: 240人 主審: 西中野健 副審: 戸川太輔 |

| #755 | 2011年2月12日 15:41 |                                       |                               |                                   |                                                          |
| #755 | 2011年2月12日 15:41 | 警視庁フォートファイターズ （4勝6敗） | 0 - 3 (19-25) (16-25) (20-25) | 大同特殊鋼レッドスター （7勝3敗） | 大同特殊鋼体育館 観客数: 370人 主審: 中山健 副審: 岡谷仁 |
| #755 | 2011年2月12日 15:41 |                                       |                               |                                   | 大同特殊鋼体育館 観客数: 370人 主審: 中山健 副審: 岡谷仁 |

#### 2月13日
| #756 | 2011年2月13日 12:00 |                                       |                                       |                                           |                                                              |
| #756 | 2011年2月13日 12:00 | つくばユナイテッドSun GAIA （9勝2敗） | 3 - 1 (25-19) (26-24) (24-26) (25-23) | 富士通カワサキレッドスピリッツ （9勝2敗） | 鯖江市総合体育館 観客数: 349人 主審: 高橋弘二 副審: 前川法央 |
| #756 | 2011年2月13日 12:00 |                                       |                                       |                                           | 鯖江市総合体育館 観客数: 349人 主審: 高橋弘二 副審: 前川法央 |

| #757 | 2011年2月13日 14:30 |                                              |                                               |                                         |                                                            |
| #757 | 2011年2月13日 14:30 | 東京トヨペットグリーンスパークル （1勝10敗） | 2 - 3 (21-25) (25-23) (20-25) (27-25) (13-15) | きんでんトリニティーブリッツ （3勝8敗） | 鯖江市総合体育館 観客数: 363人 主審: 有乗正志 副審: 森口豊 |
| #757 | 2011年2月13日 14:30 |                                              |                                               |                                         | 鯖江市総合体育館 観客数: 363人 主審: 有乗正志 副審: 森口豊 |

| #758 | 2011年2月13日 11:00 |                             |                       |                             |                                                            |
| #758 | 2011年2月13日 11:00 | 阪神デルフィーノ （4勝7敗） | 0 - 3 (15-25) (26-28) | ジェイテクトSTINGS （11勝） | 大同特殊鋼体育館 観客数: 210人 主審: 西中野健 副審: 岡谷仁 |
| #758 | 2011年2月13日 11:00 |                             |                       |                             | 大同特殊鋼体育館 観客数: 210人 主審: 西中野健 副審: 岡谷仁 |

| #759 | 2011年2月13日 13:05 |                           |                                       |                                      |                                                          |
| #759 | 2011年2月13日 13:05 | 東京ヴェルディ （7勝4敗） | 3 - 1 (26-28) (25-14) (25-20) (25-19) | トヨタ自動車サンホークス （1勝10敗） | 大同特殊鋼体育館 観客数: 240人 主審: 中山健 副審: 大下孝 |
| #759 | 2011年2月13日 13:05 |                           |                                       |                                      | 大同特殊鋼体育館 観客数: 240人 主審: 中山健 副審: 大下孝 |

| #760 | 2011年2月13日 15:30 |                                 |                               |                                   |                                                              |
| #760 | 2011年2月13日 15:30 | 近畿クラブスフィーダ （3勝8敗） | 1 - 3 (21-25) (25-15) (25-27) | 大同特殊鋼レッドスター （8勝3敗） | 大同特殊鋼体育館 観客数: 400人 主審: 種元桂子 副審: 戸川太輔 |
| #760 | 2011年2月13日 15:30 |                                 |                               |                                   | 大同特殊鋼体育館 観客数: 400人 主審: 種元桂子 副審: 戸川太輔 |

#### 2月19日
| #761 | 2011年2月19日 13:00 |                             |                       |                           |                                                                    |
| #761 | 2011年2月19日 13:00 | ジェイテクトSTINGS （12勝） | 3 - 0 (25-15) (25-22) | 東京ヴェルディ （7勝5敗） | 川崎市立橘高等学校体育館 観客数: 515人 主審: 澤達大 副審: 新田浩幸 |
| #761 | 2011年2月19日 13:00 |                             |                       |                           | 川崎市立橘高等学校体育館 観客数: 515人 主審: 澤達大 副審: 新田浩幸 |

| #762 | 2011年2月19日 15:00 |                                            |                                       |                                   |                                                                        |
| #762 | 2011年2月19日 15:00 | 富士通カワサキレッドスピリッツ （10勝2敗） | 3 - 1 (22-25) (25-23) (25-13) (25-21) | 大同特殊鋼レッドスター （8勝4敗） | 川崎市立橘高等学校体育館 観客数: 556人 主審: 浅井唯由 副審: 田川菜保子 |
| #762 | 2011年2月19日 15:00 |                                            |                                       |                                   | 川崎市立橘高等学校体育館 観客数: 556人 主審: 浅井唯由 副審: 田川菜保子 |

| #763 | 2011年2月19日 11:00 |                                              |                               |                                        |                                                                |
| #763 | 2011年2月19日 11:00 | 東京トヨペットグリーンスパークル （1勝11敗） | 0 - 3 (22-25) (14-25) (11-25) | つくばユナイテッドSun GAIA （10勝2敗） | ベイコム総合体育館 観客数: 250人 主審: 種元桂子 副審: 森岡伸次 |
| #763 | 2011年2月19日 11:00 |                                              |                               |                                        | ベイコム総合体育館 観客数: 250人 主審: 種元桂子 副審: 森岡伸次 |

| #764 | 2011年2月19日 13:00 |                                      |                                       |                                 |                                                              |
| #764 | 2011年2月19日 13:00 | トヨタ自動車サンホークス （2勝10敗） | 3 - 1 (20-25) (25-21) (25-22) (25-21) | 近畿クラブスフィーダ （3勝9敗） | ベイコム総合体育館 観客数: 270人 主審: 中山健 副審: 平井美佐 |
| #764 | 2011年2月19日 13:00 |                                      |                                       |                                 | ベイコム総合体育館 観客数: 270人 主審: 中山健 副審: 平井美佐 |

| #765 | 2011年2月19日 15:10 |                             |                                       |                                       |                                                                |
| #765 | 2011年2月19日 15:10 | 阪神デルフィーノ （4勝8敗） | 1 - 3 (21-25) (23-25) (25-22) (19-25) | 警視庁フォートファイターズ （5勝6敗） | ベイコム総合体育館 観客数: 330人 主審: 西中野健 副審: 荒木和仁 |
| #765 | 2011年2月19日 15:10 |                             |                                       |                                       | ベイコム総合体育館 観客数: 330人 主審: 西中野健 副審: 荒木和仁 |

#### 2月20日
| #766 | 2011年2月20日 12:00 |                                   |                               |                           |                                                                      |
| #766 | 2011年2月20日 12:00 | 大同特殊鋼レッドスター （8勝5敗） | 0 - 3 (18-25) (26-28) (23-25) | 東京ヴェルディ （8勝5敗） | 川崎市立橘高等学校体育館 観客数: 447人 主審: 澤達大 副審: 田川菜保子 |
| #766 | 2011年2月20日 12:00 |                                   |                               |                           | 川崎市立橘高等学校体育館 観客数: 447人 主審: 澤達大 副審: 田川菜保子 |

| #767 | 2011年2月20日 14:05 |                                |                                               |                                            |                                                                      |
| #767 | 2011年2月20日 14:05 | ジェイテクトSTINGS （12勝1敗） | 2 - 3 (16-25) (25-17) (25-15) (21-25) (10-15) | 富士通カワサキレッドスピリッツ （11勝2敗） | 川崎市立橘高等学校体育館 観客数: 589人 主審: 浅井唯由 副審: 新田浩幸 |
| #767 | 2011年2月20日 14:05 |                                |                                               |                                            | 川崎市立橘高等学校体育館 観客数: 589人 主審: 浅井唯由 副審: 新田浩幸 |

| #768 | 2011年2月20日 11:00 |                                       |                               |                                        |                                                                |
| #768 | 2011年2月20日 11:00 | 警視庁フォートファイターズ （5勝7敗） | 0 - 3 (19-25) (17-25) (16-25) | つくばユナイテッドSun GAIA （11勝2敗） | ベイコム総合体育館 観客数: 250人 主審: 西中野健 副審: 松上麻美 |
| #768 | 2011年2月20日 11:00 |                                       |                               |                                        | ベイコム総合体育館 観客数: 250人 主審: 西中野健 副審: 松上麻美 |

| #769 | 2011年2月20日 13:00 |                                         |                                               |                                  |                                                              |
| #769 | 2011年2月20日 13:00 | きんでんトリニティーブリッツ （4勝8敗） | 3 - 2 (25-20) (22-25) (25-15) (22-25) (15-11) | 近畿クラブスフィーダ （3勝10敗） | ベイコム総合体育館 観客数: 500人 主審: 中山健 副審: 前田恭宏 |
| #769 | 2011年2月20日 13:00 |                                         |                                               |                                  | ベイコム総合体育館 観客数: 500人 主審: 中山健 副審: 前田恭宏 |

| #770 | 2011年2月20日 15:25 |                             |                                       |                                      |                                                                |
| #770 | 2011年2月20日 15:25 | 阪神デルフィーノ （5勝8敗） | 3 - 1 (26-24) (22-25) (25-19) (25-22) | トヨタ自動車サンホークス （2勝11敗） | ベイコム総合体育館 観客数: 420人 主審: 種元桂子 副審: 荒木和仁 |
| #770 | 2011年2月20日 15:25 |                             |                                       |                                      | ベイコム総合体育館 観客数: 420人 主審: 種元桂子 副審: 荒木和仁 |

#### 2月26日
| #771 | 2011年2月26日 13:00 |                                |                               |                                         |                                                                              |
| #771 | 2011年2月26日 13:00 | ジェイテクトSTINGS （13勝1敗） | 3 - 0 (25-15) (25-19) (25-20) | きんでんトリニティーブリッツ （4勝9敗） | 霞ヶ浦文化体育会館（水郷体育館） 観客数: 276人 主審: 浅井唯由 副審: 笠倉雅弘 |
| #771 | 2011年2月26日 13:00 |                                |                               |                                         | 霞ヶ浦文化体育会館（水郷体育館） 観客数: 276人 主審: 浅井唯由 副審: 笠倉雅弘 |

| #772 | 2011年2月26日 15:00 |                                   |                                       |                                        |                                                                            |
| #772 | 2011年2月26日 15:00 | 大同特殊鋼レッドスター （8勝6敗） | 1 - 3 (19-25) (29-27) (22-25) (24-26) | つくばユナイテッドSun GAIA （12勝2敗） | 霞ヶ浦文化体育会館（水郷体育館） 観客数: 517人 主審: 中島俊昌 副審: 松代寛 |
| #772 | 2011年2月26日 15:00 |                                   |                                       |                                        | 霞ヶ浦文化体育会館（水郷体育館） 観客数: 517人 主審: 中島俊昌 副審: 松代寛 |

| #773 | 2011年2月26日 11:00 |                                            |                                               |                                              |                                                            |
| #773 | 2011年2月26日 11:00 | 富士通カワサキレッドスピリッツ （12勝2敗） | 3 - 2 (19-25) (25-22) (25-13) (21-25) (15-10) | 東京トヨペットグリーンスパークル （1勝12敗） | 稲城市総合体育館 観客数: 200人 主審: 高野淳志 副審: 中村中 |
| #773 | 2011年2月26日 11:00 |                                            |                                               |                                              | 稲城市総合体育館 観客数: 200人 主審: 高野淳志 副審: 中村中 |

| #774 | 2011年2月26日 13:35 |                                      |                               |                                       |                                                            |
| #774 | 2011年2月26日 13:35 | トヨタ自動車サンホークス （2勝12敗） | 0 - 3 (19-25) (22-25) (14-25) | 警視庁フォートファイターズ （6勝7敗） | 稲城市総合体育館 観客数: 220人 主審: 高橋宏明 副審: 仲博史 |
| #774 | 2011年2月26日 13:35 |                                      |                               |                                       | 稲城市総合体育館 観客数: 220人 主審: 高橋宏明 副審: 仲博史 |

| #775 | 2011年2月26日 15:15 |                           |                                       |                                  |                                                              |
| #775 | 2011年2月26日 15:15 | 東京ヴェルディ （9勝5敗） | 3 - 1 (25-18) (25-22) (23-25) (25-22) | 近畿クラブスフィーダ （3勝11敗） | 稲城市総合体育館 観客数: 180人 主審: 戸川太輔 副審: 田中利昭 |
| #775 | 2011年2月26日 15:15 |                           |                                       |                                  | 稲城市総合体育館 観客数: 180人 主審: 戸川太輔 副審: 田中利昭 |

#### 2月27日
| #776 | 2011年2月27日 12:00 |                                            |                               |                                          |                                                                            |
| #776 | 2011年2月27日 12:00 | 富士通カワサキレッドスピリッツ （13勝2敗） | 3 - 0 (25-23) (27-25) (25-21) | きんでんトリニティーブリッツ （4勝10敗） | 霞ヶ浦文化体育会館（水郷体育館） 観客数: 296人 主審: 中島俊昌 副審: 松代寛 |
| #776 | 2011年2月27日 12:00 |                                            |                               |                                          | 霞ヶ浦文化体育会館（水郷体育館） 観客数: 296人 主審: 中島俊昌 副審: 松代寛 |

| #777 | 2011年2月27日 14:10 |                                      |                               |                                        |                                                                              |
| #777 | 2011年2月27日 14:10 | トヨタ自動車サンホークス （2勝13敗） | 0 - 3 (18-25) (14-25) (17-25) | つくばユナイテッドSun GAIA （13勝2敗） | 霞ヶ浦文化体育会館（水郷体育館） 観客数: 515人 主審: 浅井唯由 副審: 笠倉雅弘 |
| #777 | 2011年2月27日 14:10 |                                      |                               |                                        | 霞ヶ浦文化体育会館（水郷体育館） 観客数: 515人 主審: 浅井唯由 副審: 笠倉雅弘 |

| #778 | 2011年2月27日 11:00 |                                              |                                       |                                  |                                                              |
| #778 | 2011年2月27日 11:00 | 東京トヨペットグリーンスパークル （2勝12敗） | 3 - 1 (25-17) (25-22) (18-25) (25-18) | 近畿クラブスフィーダ （3勝12敗） | 稲城市総合体育館 観客数: 180人 主審: 戸川太輔 副審: 及川千春 |
| #778 | 2011年2月27日 11:00 |                                              |                                       |                                  | 稲城市総合体育館 観客数: 180人 主審: 戸川太輔 副審: 及川千春 |

| #779 | 2011年2月27日 13:10 |                                   |                                               |                                       |                                                              |
| #779 | 2011年2月27日 13:10 | 大同特殊鋼レッドスター （9勝6敗） | 3 - 2 (20-25) (21-25) (25-23) (25-21) (17-15) | 警視庁フォートファイターズ （6勝8敗） | 稲城市総合体育館 観客数: 250人 主審: 高野淳志 副審: 七澤公仁 |
| #779 | 2011年2月27日 13:10 |                                   |                                               |                                       | 稲城市総合体育館 観客数: 250人 主審: 高野淳志 副審: 七澤公仁 |

| #780 | 2011年2月27日 15:50 |                            |                       |                             |                                                              |
| #780 | 2011年2月27日 15:50 | 東京ヴェルディ （10勝5敗） | 3 - 0 (25-20) (25-21) | 阪神デルフィーノ （5勝9敗） | 稲城市総合体育館 観客数: 180人 主審: 高橋宏明 副審: 服部篤史 |
| #780 | 2011年2月27日 15:50 |                            |                       |                             | 稲城市総合体育館 観客数: 180人 主審: 高橋宏明 副審: 服部篤史 |

#### 3月5日
| #781 | 2011年3月5日 11:00 |                                        |                               |                                          |                                                                    |
| #781 | 2011年3月5日 11:00 | つくばユナイテッドSun GAIA （14勝2敗） | 3 - 0 (25-20) (25-13) (25-18) | きんでんトリニティーブリッツ （4勝11敗） | 長井市置賜生涯学習プラザ 観客数: 520人 主審: 高橋宏明 副審: 伊藤薫 |
| #781 | 2011年3月5日 11:00 |                                        |                               |                                          | 長井市置賜生涯学習プラザ 観客数: 520人 主審: 高橋宏明 副審: 伊藤薫 |

| #782 | 2011年3月5日 13:00 |                                  |                                              |                                       |                                                                    |
| #782 | 2011年3月5日 13:00 | 近畿クラブスフィーダ （4勝12敗） | 3 - 2 (17-25) (25-18) (28-26) (12-25) (15-9) | 警視庁フォートファイターズ （6勝9敗） | 長井市置賜生涯学習プラザ 観客数: 470人 主審: 村上成司 副審: 高橋智 |
| #782 | 2011年3月5日 13:00 |                                  |                                              |                                       | 長井市置賜生涯学習プラザ 観客数: 470人 主審: 村上成司 副審: 高橋智 |

| #783 | 2011年3月5日 15:15 |                              |                               |                                            |                                                                        |
| #783 | 2011年3月5日 15:15 | 阪神デルフィーノ （5勝10敗） | 0 - 3 (19-25) (18-25) (21-25) | 富士通カワサキレッドスピリッツ （14勝2敗） | 長井市置賜生涯学習プラザ 観客数: 450人 主審: 阿部広太郎 副審: 石井正宏 |
| #783 | 2011年3月5日 15:15 |                              |                               |                                            | 長井市置賜生涯学習プラザ 観客数: 450人 主審: 阿部広太郎 副審: 石井正宏 |

| #784 | 2011年3月5日 13:00 |                                |                               |                                   |                                                            |
| #784 | 2011年3月5日 13:00 | ジェイテクトSTINGS （14勝1敗） | 3 - 0 (25-10) (25-18) (25-22) | 大同特殊鋼レッドスター （9勝7敗） | 瑞浪市民体育館 観客数: 888人 主審: 高橋弘二 副審: 新海正和 |
| #784 | 2011年3月5日 13:00 |                                |                               |                                   | 瑞浪市民体育館 観客数: 888人 主審: 高橋弘二 副審: 新海正和 |

| #785 | 2011年3月5日 15:00 |                                              |                                       |                                      |                                                          |
| #785 | 2011年3月5日 15:00 | 東京トヨペットグリーンスパークル （2勝13敗） | 1 - 3 (17-25) (22-25) (25-21) (17-25) | トヨタ自動車サンホークス （3勝13敗） | 瑞浪市民体育館 観客数: 987人 主審: 中島俊昌 副審: 稲垣潤 |
| #785 | 2011年3月5日 15:00 |                                              |                                       |                                      | 瑞浪市民体育館 観客数: 987人 主審: 中島俊昌 副審: 稲垣潤 |

#### 3月6日
| #786 | 2011年3月6日 10:00 |                                        |                                              |                                            |                                                                    |
| #786 | 2011年3月6日 10:00 | 警視庁フォートファイターズ （6勝10敗） | 2 - 3 (24-26) (25-22) (23-25) (25-20) (9-15) | 富士通カワサキレッドスピリッツ （15勝2敗） | 長井市置賜生涯学習プラザ 観客数: 580人 主審: 村上成司 副審: 伊藤薫 |
| #786 | 2011年3月6日 10:00 |                                        |                                              |                                            | 長井市置賜生涯学習プラザ 観客数: 580人 主審: 村上成司 副審: 伊藤薫 |

| #787 | 2011年3月6日 12:37 |                            |                                       |                                          |                                                                      |
| #787 | 2011年3月6日 12:37 | 東京ヴェルディ （11勝5敗） | 3 - 1 (25-21) (19-25) (25-21) (25-19) | きんでんトリニティーブリッツ （4勝12敗） | 長井市置賜生涯学習プラザ 観客数: 580人 主審: 阿部広太郎 副審: 高橋智 |
| #787 | 2011年3月6日 12:37 |                            |                                       |                                          | 長井市置賜生涯学習プラザ 観客数: 580人 主審: 阿部広太郎 副審: 高橋智 |

| #788 | 2011年3月6日 14:50 |                                  |                                              |                              |                                                                      |
| #788 | 2011年3月6日 14:50 | 近畿クラブスフィーダ （5勝12敗） | 3 - 2 (25-17) (22-25) (27-25) (23-25) (15-7) | 阪神デルフィーノ （5勝11敗） | 長井市置賜生涯学習プラザ 観客数: 450人 主審: 高橋宏明 副審: 石井正宏 |
| #788 | 2011年3月6日 14:50 |                                  |                                              |                              | 長井市置賜生涯学習プラザ 観客数: 450人 主審: 高橋宏明 副審: 石井正宏 |

| #789 | 2011年3月6日 12:00 |                                              |                               |                                    |                                                          |
| #789 | 2011年3月6日 12:00 | 東京トヨペットグリーンスパークル （2勝14敗） | 0 - 3 (17-25) (13-25) (15-25) | 大同特殊鋼レッドスター （10勝7敗） | 関市総合体育館 観客数: 375人 主審: 高橋弘二 副審: 稲垣潤 |
| #789 | 2011年3月6日 12:00 |                                              |                               |                                    | 関市総合体育館 観客数: 375人 主審: 高橋弘二 副審: 稲垣潤 |

| #790 | 2011年3月6日 14:00 |                                      |                              |                                |                                                            |
| #790 | 2011年3月6日 14:00 | トヨタ自動車サンホークス （3勝14敗） | 0 - 3 (10-25) (14-25) (8-25) | ジェイテクトSTINGS （15勝1敗） | 関市総合体育館 観客数: 514人 主審: 中島俊昌 副審: 新海正和 |
| #790 | 2011年3月6日 14:00 |                                      |                              |                                | 関市総合体育館 観客数: 514人 主審: 中島俊昌 副審: 新海正和 |

### 最終順位
| 順位 | チーム名                           | 試合数 | 勝数 | 敗数 | 勝率  | 備考 |
| ---- | ---------------------------------- | ------ | ---- | ---- | ----- | ---- |
| 1    | ジェイテクトSTINGS                 | 16     | 15   | 1    | 0.938 |      |
| 2    | 富士通カワサキレッドスピリッツ     | 17     | 15   | 2    | 0.882 |      |
| 3    | つくばユナイテッドSun GAIA         | 16     | 14   | 2    | 0.875 |      |
| 4    | 東京ヴェルディ                     | 16     | 11   | 5    | 0.688 |      |
| 5    | 大同特殊鋼レッドスター             | 17     | 10   | 7    | 0.588 |      |
| 6    | 警視庁フォートファイターズ         | 16     | 6    | 10   | 0.375 |      |
| 7    | 阪神デルフィーノ                   | 16     | 5    | 11   | 0.313 |      |
| 8    | 近畿クラブスフィーダ               | 17     | 5    | 12   | 0.400 |      |
| 9    | きんでんトリニティーブリッツ       | 16     | 4    | 12   | 0.250 |      |
| 10   | トヨタ自動車サンホークス           | 17     | 3    | 14   | 0.176 |      |
| 11   | 東京トヨペット・グリーンスパークル | 16     | 2    | 14   | 0.125 |      |

### 個人賞
| No. | 賞名             | 受賞者   | 所属チーム         | 備考                |
| --- | ---------------- | -------- | ------------------ | ------------------- |
| 1   | 優勝監督賞       | 長井浩二 | ジェイテクト       |                     |
| 2   | 最高殊勲選手賞   | 石田敬喜 | ジェイテクト       |                     |
| 3   | 敢闘賞           | 勝田祥平 | 富士通             |                     |
| 4   | 最優秀新人賞     | 出耒田敬 | つくばユナイテッド |                     |
| 5   | 得点王           | 中島俊介 | 東京ヴェルディ     | 総得点=点           |
| 6   | スパイク賞       | 出耒田敬 | つくばユナイテッド | 決定率=63.3%        |
| 7   | ブロック賞       | 清水大輔 | 警視庁             | 決定本数=1.19本/set |
| 8   | サーブ賞         | 小林雅也 | 大同特殊鋼         | 効果率=18.0%        |
| 9   | サーブレシーブ賞 | 石川俊輔 | 警視庁             | 成功率=74.5%        |

## 女子

### 参加チーム
| 前回順位 | チーム名                 | 備考                       |
| -------- | ------------------------ | -------------------------- |
| 1        | 日立リヴァーレ           | 日立佐和リヴァーレから改称 |
| 2        | 上尾メディックス         |                            |
| 3        | 三洋電機レッドソア       |                            |
| 4        | 健祥会レッドハーツ       |                            |
| 5        | KUROBEアクアフェアリーズ |                            |
| 6        | 大野石油広島オイラーズ   |                            |
| 7        | PFUブルーキャッツ        |                            |
| 8        | 柏エンゼルクロス         |                            |
| 9        | フォレストリーヴズ熊本   |                            |
| 10       | 四国Eighty 8 Queen       |                            |
| 11       | Befcoビービースターズ    |                            |
| 12       | GSSサンビームズ          |                            |

### 試合結果

#### 11月27日
| #851 | 2010年11月27日 11:01 |                        |                               |                               |                                                        |
| #851 | 2010年11月27日 11:01 | 日立リヴァーレ （1勝） | 3 - 0 (25-16) (25-11) (25-17) | Befcoビービースターズ （1敗） | 羽生市体育館 観客数: 577人 主審: 澤達大 副審: 中里明啓 |
| #851 | 2010年11月27日 11:01 |                        |                               |                               | 羽生市体育館 観客数: 577人 主審: 澤達大 副審: 中里明啓 |

| #852 | 2010年11月27日 13:00 |                            |                               |                          |                                                          |
| #852 | 2010年11月27日 13:00 | 三洋電機レッドソア （1勝） | 3 - 0 (25-20) (25-22) (25-20) | 柏エンゼルクロス （1敗） | 羽生市体育館 観客数: 421人 主審: 浅井唯由 副審: 久保昌之 |
| #852 | 2010年11月27日 13:00 |                            |                               |                          | 羽生市体育館 観客数: 421人 主審: 浅井唯由 副審: 久保昌之 |

| #853 | 2010年11月27日 15:00 |                           |                               |                         |                                                          |
| #853 | 2010年11月27日 15:00 | PFUブルーキャッツ （1勝） | 3 - 0 (27-25) (25-20) (25-17) | GSSサンビームズ （1敗） | 羽生市体育館 観客数: 387人 主審: 高橋宏明 副審: 阿部孝広 |
| #853 | 2010年11月27日 15:00 |                           |                               |                         | 羽生市体育館 観客数: 387人 主審: 高橋宏明 副審: 阿部孝広 |

| #854 | 2010年11月27日 11:00 |                          |                       |                                |                                                              |
| #854 | 2010年11月27日 11:00 | 上尾メディックス （1勝） | 3 - 0 (25-16) (25-12) | 大野石油広島オイラーズ （1敗） | 山鹿市総合体育館 観客数: 1,100人 主審: 山本晋五 副審: 原雄一 |
| #854 | 2010年11月27日 11:00 |                          |                       |                                | 山鹿市総合体育館 観客数: 1,100人 主審: 山本晋五 副審: 原雄一 |

| #855 | 2010年11月27日 13:00 |                            |                                               |                           |                                                                |
| #855 | 2010年11月27日 13:00 | 健祥会レッドハーツ （1敗） | 2 - 3 (25-22) (28-30) (28-26) (22-25) (10-15) | 四国Eighy 8 Queen （1勝） | 山鹿市総合体育館 観客数: 1,300人 主審: 須藤義宏 副審: 坂本紀一 |
| #855 | 2010年11月27日 13:00 |                            |                                               |                           | 山鹿市総合体育館 観客数: 1,300人 主審: 須藤義宏 副審: 坂本紀一 |

| #856 | 2010年11月27日 15:50 |                                |                               |                                  |                                                              |
| #856 | 2010年11月27日 15:50 | フォレストリーヴズ熊本 （1敗） | 0 - 3 (17-25) (18-25) (20-25) | KUROBEアクアフェアリーズ （1勝） | 山鹿市総合体育館 観客数: 1,400人 主審: 種元桂子 副審: 井昭徳 |
| #856 | 2010年11月27日 15:50 |                                |                               |                                  | 山鹿市総合体育館 観客数: 1,400人 主審: 種元桂子 副審: 井昭徳 |

#### 11月28日
| #857 | 2010年11月28日 11:00 |                            |                               |                               |                                                          |
| #857 | 2010年11月28日 11:00 | 三洋電機レッドソア （2勝） | 3 - 0 (25-17) (25-11) (25-22) | Befcoビービースターズ （2敗） | 羽生市体育館 観客数: 348人 主審: 高橋宏明 副審: 久保昌之 |
| #857 | 2010年11月28日 11:00 |                            |                               |                               | 羽生市体育館 観客数: 348人 主審: 高橋宏明 副審: 久保昌之 |

| #858 | 2010年11月28日 13:00 |                           |                               |                          |                                                          |
| #858 | 2010年11月28日 13:00 | PFUブルーキャッツ （2勝） | 3 - 0 (25-17) (25-21) (25-20) | 柏エンゼルクロス （2敗） | 羽生市体育館 観客数: 436人 主審: 浅井唯由 副審: 阿部孝広 |
| #858 | 2010年11月28日 13:00 |                           |                               |                          | 羽生市体育館 観客数: 436人 主審: 浅井唯由 副審: 阿部孝広 |

| #859 | 2010年11月28日 15:00 |                        |                       |                         |                                                        |
| #859 | 2010年11月28日 15:00 | 日立リヴァーレ （2勝） | 3 - 0 (25-14) (25-15) | GSSサンビームズ （2敗） | 羽生市体育館 観客数: 627人 主審: 澤達大 副審: 中里明啓 |
| #859 | 2010年11月28日 15:00 |                        |                       |                         | 羽生市体育館 観客数: 627人 主審: 澤達大 副審: 中里明啓 |

| #860 | 2010年11月28日 11:00 |                                |                                               |                           |                                                                  |
| #860 | 2010年11月28日 11:00 | 大野石油広島オイラーズ （2敗） | 2 - 3 (25-19) (16-25) (25-23) (17-25) (12-15) | 四国Eighy 8 Queen （2勝） | 熊本県立総合体育館 観客数: 1,100人 主審: 山本晋五 副審: 坂本紀一 |
| #860 | 2010年11月28日 11:00 |                                |                                               |                           | 熊本県立総合体育館 観客数: 1,100人 主審: 山本晋五 副審: 坂本紀一 |

| #861 | 2010年11月28日 13:35 |                               |                                       |                                     |                                                                |
| #861 | 2010年11月28日 13:35 | 健祥会レッドハーツ （1勝1敗） | 3 - 1 (25-27) (25-15) (25-21) (27-25) | KUROBEアクアフェアリーズ （1勝1敗） | 熊本県立総合体育館 観客数: 1,400人 主審: 種元桂子 副審: 原雄一 |
| #861 | 2010年11月28日 13:35 |                               |                                       |                                     | 熊本県立総合体育館 観客数: 1,400人 主審: 種元桂子 副審: 原雄一 |

| #862 | 2010年11月28日 16:05 |                          |                               |                                |                                                                |
| #862 | 2010年11月28日 16:05 | 上尾メディックス （2勝） | 3 - 0 (25-23) (25-19) (25-18) | フォレストリーヴズ熊本 （2敗） | 熊本県立総合体育館 観客数: 2,000人 主審: 須藤義宏 副審: 井昭徳 |
| #862 | 2010年11月28日 16:05 |                          |                               |                                | 熊本県立総合体育館 観客数: 2,000人 主審: 須藤義宏 副審: 井昭徳 |

#### 12月4日
| #863 | 2010年12月4日 13:00 |                                   |                               |                         |                                                              |
| #863 | 2010年12月4日 13:00 | 大野石油広島オイラーズ （1勝2敗） | 3 - 0 (25-16) (25-17) (25-20) | GSSサンビームズ （3敗） | 上尾市民体育館 観客数: 313人 主審: 浅井唯由 副審: 山之内正隆 |
| #863 | 2010年12月4日 13:00 |                                   |                               |                         | 上尾市民体育館 観客数: 313人 主審: 浅井唯由 副審: 山之内正隆 |

| #864 | 2010年12月4日 15:00 |                          |                               |                          |                                                            |
| #864 | 2010年12月4日 15:00 | 柏エンゼルクロス （3敗） | 0 - 3 (22-25) (20-25) (11-25) | 上尾メディックス （3勝） | 上尾市民体育館 観客数: 719人 主審: 土佐和樹 副審: 重竹雅行 |
| #864 | 2010年12月4日 15:00 |                          |                               |                          | 上尾市民体育館 観客数: 719人 主審: 土佐和樹 副審: 重竹雅行 |

| #865 | 2010年12月4日 13:00 |                                |                                               |                           |                                                                        |
| #865 | 2010年12月4日 13:00 | フォレストリーヴズ熊本 （3敗） | 2 - 3 (23-25) (25-20) (18-25) (28-26) (13-15) | PFUブルーキャッツ （3勝） | 新発田市カルチャーセンター 観客数: 700人 主審: 高野淳志 副審: 大野荘衛 |
| #865 | 2010年12月4日 13:00 |                                |                                               |                           | 新発田市カルチャーセンター 観客数: 700人 主審: 高野淳志 副審: 大野荘衛 |

| #866 | 2010年12月4日 15:50 |                               |                               |                               |                                                                        |
| #866 | 2010年12月4日 15:50 | 健祥会レッドハーツ （2勝1敗） | 3 - 0 (25-23) (25-20) (25-21) | Befcoビービースターズ （3敗） | 新発田市カルチャーセンター 観客数: 800人 主審: 有乗正志 副審: 赤川孝義 |
| #866 | 2010年12月4日 15:50 |                               |                               |                               | 新発田市カルチャーセンター 観客数: 800人 主審: 有乗正志 副審: 赤川孝義 |

#### 12月5日
| #867 | 2010年12月5日 12:00 |                                   |                               |                             |                                                            |
| #867 | 2010年12月5日 12:00 | 大野石油広島オイラーズ （1勝3敗） | 1 - 3 (25-22) (19-25) (24-26) | 柏エンゼルクロス （1勝3敗） | 上尾市民体育館 観客数: 485人 主審: 浅井唯由 副審: 中里明啓 |
| #867 | 2010年12月5日 12:00 |                                   |                               |                             | 上尾市民体育館 観客数: 485人 主審: 浅井唯由 副審: 中里明啓 |

| #868 | 2010年12月5日 14:20 |                          |                               |                         |                                                              |
| #868 | 2010年12月5日 14:20 | 上尾メディックス （4勝） | 3 - 0 (25-11) (25-10) (25-20) | GSSサンビームズ （4敗） | 上尾市民体育館 観客数: 1,172人 主審: 土佐和樹 副審: 重竹雅行 |
| #868 | 2010年12月5日 14:20 |                          |                               |                         | 上尾市民体育館 観客数: 1,172人 主審: 土佐和樹 副審: 重竹雅行 |

| #869 | 2010年12月5日 12:00 |                               |                               |                           |                                                                        |
| #869 | 2010年12月5日 12:00 | 健祥会レッドハーツ （2勝2敗） | 0 - 3 (20-25) (19-25) (17-25) | PFUブルーキャッツ （4勝） | 新発田市カルチャーセンター 観客数: 750人 主審: 高野淳志 副審: 上村君男 |
| #869 | 2010年12月5日 12:00 |                               |                               |                           | 新発田市カルチャーセンター 観客数: 750人 主審: 高野淳志 副審: 上村君男 |

| #870 | 2010年12月5日 14:05 |                                   |                               |                               |                                                                          |
| #870 | 2010年12月5日 14:05 | フォレストリーヴズ熊本 （1勝3敗） | 3 - 0 (25-21) (25-12) (25-20) | Befcoビービースターズ （4敗） | 新発田市カルチャーセンター 観客数: 1,000人 主審: 有乗正志 副審: 廣井健一 |
| #870 | 2010年12月5日 14:05 |                                   |                               |                               | 新発田市カルチャーセンター 観客数: 1,000人 主審: 有乗正志 副審: 廣井健一 |

#### 12月11日
| #871 | 2010年12月11日 13:00 |                                   |                               |                        |                                                            |
| #871 | 2010年12月11日 13:00 | フォレストリーヴズ熊本 （1勝4敗） | 0 - 3 (14-25) (17-25) (20-25) | 日立リヴァーレ （3勝） | 柏市中央体育館 観客数: 650人 主審: 野村考一 副審: 稲岡輝彦 |
| #871 | 2010年12月11日 13:00 |                                   |                               |                        | 柏市中央体育館 観客数: 650人 主審: 野村考一 副審: 稲岡輝彦 |

| #872 | 2010年12月11日 15:00 |                         |                       |                             |                                                          |
| #872 | 2010年12月11日 15:00 | GSSサンビームズ （5敗） | 0 - 3 (12-25) (17-25) | 柏エンゼルクロス （2勝3敗） | 柏市中央体育館 観客数: 600人 主審: 浅井唯由 副審: 杉山哲 |
| #872 | 2010年12月11日 15:00 |                         |                       |                             | 柏市中央体育館 観客数: 600人 主審: 浅井唯由 副審: 杉山哲 |

| #873 | 2010年12月11日 13:00 |                            |                               |                                     |                                                                    |
| #873 | 2010年12月11日 13:00 | 三洋電機レッドソア （3勝） | 3 - 1 (25-18) (20-25) (25-15) | KUROBEアクアフェアリーズ （1勝2敗） | 福岡県立久留米体育館 観客数: 1,250人 主審: 須藤義宏 副審: 永田英樹 |
| #873 | 2010年12月11日 13:00 |                            |                               |                                     | 福岡県立久留米体育館 観客数: 1,250人 主審: 須藤義宏 副審: 永田英樹 |

| #874 | 2010年12月11日 15:10 |                               |                               |                           |                                                                  |
| #874 | 2010年12月11日 15:10 | Befcoビービースターズ （5敗） | 0 - 3 (18-25) (11-25) (18-25) | PFUブルーキャッツ （5勝） | 福岡県立久留米体育館 観客数: 1,830人 主審: 江下毅 副審: 樋口武志 |
| #874 | 2010年12月11日 15:10 |                               |                               |                           | 福岡県立久留米体育館 観客数: 1,830人 主審: 江下毅 副審: 樋口武志 |

#### 12月12日
| #875 | 2010年12月12日 12:00 |                         |                               |                                   |                                                            |
| #875 | 2010年12月12日 12:00 | GSSサンビームズ （6敗） | 0 - 3 (28-30) (17-25) (18-25) | フォレストリーヴズ熊本 （2勝4敗） | 柏市中央体育館 観客数: 500人 主審: 浅井唯由 副審: 稲岡輝彦 |
| #875 | 2010年12月12日 12:00 |                         |                               |                                   | 柏市中央体育館 観客数: 500人 主審: 浅井唯由 副審: 稲岡輝彦 |

| #876 | 2010年12月12日 14:00 |                             |                                       |                        |                                                              |
| #876 | 2010年12月12日 14:00 | 柏エンゼルクロス （2勝4敗） | 1 - 3 (18-25) (25-19) (20-25) (16-25) | 日立リヴァーレ （4勝） | 柏市中央体育館 観客数: 1,000人 主審: 野村考一 副審: 伊藤崇裕 |
| #876 | 2010年12月12日 14:00 |                             |                                       |                        | 柏市中央体育館 観客数: 1,000人 主審: 野村考一 副審: 伊藤崇裕 |

| #877 | 2010年12月12日 11:00 |                               |                                               |                           |                                                                |
| #877 | 2010年12月12日 11:00 | 三洋電機レッドソア （3勝1敗） | 2 - 3 (19-25) (30-32) (25-23) (25-16) (11-15) | PFUブルーキャッツ （6勝） | 飯塚市第一体育館 観客数: 1,130人 主審: 須藤義宏 副審: 樋口武志 |
| #877 | 2010年12月12日 11:00 |                               |                                               |                           | 飯塚市第一体育館 観客数: 1,130人 主審: 須藤義宏 副審: 樋口武志 |

| #878 | 2010年12月12日 13:40 |                               |                               |                                     |                                                              |
| #878 | 2010年12月12日 13:40 | Befcoビービースターズ （6敗） | 0 - 3 (22-25) (23-25) (11-25) | KUROBEアクアフェアリーズ （2勝2敗） | 飯塚市第一体育館 観客数: 1,400人 主審: 江下毅 副審: 永田英樹 |
| #878 | 2010年12月12日 13:40 |                               |                               |                                     | 飯塚市第一体育館 観客数: 1,400人 主審: 江下毅 副審: 永田英樹 |

#### 12月25日
| #879 | 2010年12月25日 13:00 |                          |                       |                               |                                                                  |
| #879 | 2010年12月25日 13:00 | 上尾メディックス （5勝） | 3 - 0 (25-17) (25-16) | Befcoビービースターズ （7敗） | 黒部市総合体育センター 観客数: 400人 主審: 三見洋子 副審: 黒地忍 |
| #879 | 2010年12月25日 13:00 |                          |                       |                               | 黒部市総合体育センター 観客数: 400人 主審: 三見洋子 副審: 黒地忍 |

| #880 | 2010年12月25日 15:00 |                             |                                       |                                     |                                                                      |
| #880 | 2010年12月25日 15:00 | 柏エンゼルクロス （2勝5敗） | 2 - 3 (15-25) (23-25) (25-23) (10-15) | KUROBEアクアフェアリーズ （3勝2敗） | 黒部市総合体育センター 観客数: 850人 主審: 高野淳志 副審: 五十里勘司 |
| #880 | 2010年12月25日 15:00 |                             |                                       |                                     | 黒部市総合体育センター 観客数: 850人 主審: 高野淳志 副審: 五十里勘司 |

| #881 | 2010年12月25日 13:00 |                               |                       |                        |                                                                  |
| #881 | 2010年12月25日 13:00 | 健祥会レッドハーツ （2勝3敗） | 0 - 3 (17-25) (21-25) | 日立リヴァーレ （5勝） | 高松市香川総合体育館 観客数: 350人 主審: 横山寿一 副審: 萱原恭弘 |
| #881 | 2010年12月25日 13:00 |                               |                       |                        | 高松市香川総合体育館 観客数: 350人 主審: 横山寿一 副審: 萱原恭弘 |

| #882 | 2010年12月25日 15:00 |                         |                               |                           |                                                                |
| #882 | 2010年12月25日 15:00 | GSSサンビームズ （7敗） | 0 - 3 (10-25) (20-25) (15-25) | 四国Eighy 8 Queen （3勝） | 高松市香川総合体育館 観客数: 657人 主審: 西中野健 副審: 藤田航 |
| #882 | 2010年12月25日 15:00 |                         |                               |                           | 高松市香川総合体育館 観客数: 657人 主審: 西中野健 副審: 藤田航 |

#### 12月26日
| #883 | 2010年12月26日 12:00 |                                  |                               |                             |                                                                  |
| #883 | 2010年12月26日 12:00 | Befcoビービースターズ （1勝7敗） | 3 - 1 (29-27) (20-25) (25-19) | 柏エンゼルクロス （2勝6敗） | 黒部市総合体育センター 観客数: 620人 主審: 三見洋子 副審: 高地修 |
| #883 | 2010年12月26日 12:00 |                                  |                               |                             | 黒部市総合体育センター 観客数: 620人 主審: 三見洋子 副審: 高地修 |

| #884 | 2010年12月26日 14:25 |                          |                                               |                                     |                                                                      |
| #884 | 2010年12月26日 14:25 | 上尾メディックス （6勝） | 3 - 2 (18-25) (25-21) (27-25) (24-26) (15-10) | KUROBEアクアフェアリーズ （3勝3敗） | 黒部市総合体育センター 観客数: 950人 主審: 高野淳志 副審: 五十里勘司 |
| #884 | 2010年12月26日 14:25 |                          |                                               |                                     | 黒部市総合体育センター 観客数: 950人 主審: 高野淳志 副審: 五十里勘司 |

| #885 | 2010年12月26日 12:00 |                               |                               |                         |                                                                |
| #885 | 2010年12月26日 12:00 | 健祥会レッドハーツ （3勝3敗） | 3 - 0 (25-13) (25-14) (25-22) | GSSサンビームズ （8敗） | 高松市香川総合体育館 観客数: 701人 主審: 西中野健 副審: 藤田航 |
| #885 | 2010年12月26日 12:00 |                               |                               |                         | 高松市香川総合体育館 観客数: 701人 主審: 西中野健 副審: 藤田航 |

| #886 | 2010年12月26日 14:00 |                        |                               |                              |                                                                    |
| #886 | 2010年12月26日 14:00 | 日立リヴァーレ （6勝） | 3 - 0 (25-19) (25-18) (25-13) | 四国Eighy 8 Queen （3勝1敗） | 高松市香川総合体育館 観客数: 1,688人 主審: 横山寿一 副審: 萱原恭弘 |
| #886 | 2010年12月26日 14:00 |                        |                               |                              | 高松市香川総合体育館 観客数: 1,688人 主審: 横山寿一 副審: 萱原恭弘 |

#### 1月8日
| #887 | 2011年1月8日 11:00 |                               |                              |                          |                                                                    |
| #887 | 2011年1月8日 11:00 | 健祥会レッドハーツ （3勝4敗） | 0 - 3 (9-25) (23-25) (19-25) | 上尾メディックス （7勝） | 陸前高田市民体育館 観客数: 479人 主審: 阿部広太郎 副審: 佐々木泰幸 |
| #887 | 2011年1月8日 11:00 |                               |                              |                          | 陸前高田市民体育館 観客数: 479人 主審: 阿部広太郎 副審: 佐々木泰幸 |

| #888 | 2011年1月8日 13:00 |                               |                               |                         |                                                                |
| #888 | 2011年1月8日 13:00 | 三洋電機レッドソア （4勝1敗） | 3 - 0 (25-17) (25-29) (25-12) | GSSサンビームズ （9敗） | 陸前高田市民体育館 観客数: 608人 主審: 佐々木功 副審: 戸羽太一 |
| #888 | 2011年1月8日 13:00 |                               |                               |                         | 陸前高田市民体育館 観客数: 608人 主審: 佐々木功 副審: 戸羽太一 |

| #889 | 2011年1月8日 15:00 |                                   |                                               |                              |                                                                |
| #889 | 2011年1月8日 15:00 | フォレストリーヴズ熊本 （2勝5敗） | 2 - 3 (26-24) (19-25) (25-20) (22-25) (14-16) | 四国Eighy 8 Queen （4勝1敗） | 陸前高田市民体育館 観客数: 643人 主審: 高橋宏明 副審: 山岸恵子 |
| #889 | 2011年1月8日 15:00 |                                   |                                               |                              | 陸前高田市民体育館 観客数: 643人 主審: 高橋宏明 副審: 山岸恵子 |

| #890 | 2011年1月8日 13:00 |                                   |                               |                           |                                                                |
| #890 | 2011年1月8日 13:00 | 大野石油広島オイラーズ （1勝4敗） | 0 - 3 (17-25) (21-25) (15-25) | PFUブルーキャッツ （7勝） | 南砺市福野体育館 観客数: 700人 主審: 西中野健 副審: 五十里勘司 |
| #890 | 2011年1月8日 13:00 |                                   |                               |                           | 南砺市福野体育館 観客数: 700人 主審: 西中野健 副審: 五十里勘司 |

| #891 | 2011年1月8日 15:00 |                        |                               |                                     |                                                            |
| #891 | 2011年1月8日 15:00 | 日立リヴァーレ （7勝） | 3 - 0 (25-20) (25-15) (25-19) | KUROBEアクアフェアリーズ （3勝4敗） | 南砺市福野体育館 観客数: 950人 主審: 中島俊昌 副審: 黒地忍 |
| #891 | 2011年1月8日 15:00 |                        |                               |                                     | 南砺市福野体育館 観客数: 950人 主審: 中島俊昌 副審: 黒地忍 |

#### 1月9日
| #892 | 2011年1月9日 12:00 |                              |                              |                          |                                                                                    |
| #892 | 2011年1月9日 12:00 | 四国Eighy 8 Queen （4勝2敗） | 0 - 3 (8-25) (17-25) (25-27) | 上尾メディックス （8勝） | 水沢ふれあいの丘公園水沢総合体育館 観客数: 914人 主審: 阿部広太郎 副審: 佐々木泰幸 |
| #892 | 2011年1月9日 12:00 |                              |                              |                          | 水沢ふれあいの丘公園水沢総合体育館 観客数: 914人 主審: 阿部広太郎 副審: 佐々木泰幸 |

| #893 | 2011年1月9日 14:00 |                               |                               |                               |                                                                                  |
| #893 | 2011年1月9日 14:00 | 健祥会レッドハーツ （3勝5敗） | 0 - 3 (21-25) (15-25) (23-25) | 三洋電機レッドソア （5勝1敗） | 水沢ふれあいの丘公園水沢総合体育館 観客数: 1,069人 主審: 高橋宏明 副審: 山岸恵子 |
| #893 | 2011年1月9日 14:00 |                               |                               |                               | 水沢ふれあいの丘公園水沢総合体育館 観客数: 1,069人 主審: 高橋宏明 副審: 山岸恵子 |

| #894 | 2011年1月9日 12:00 |                        |                                               |                              |                                                                |
| #894 | 2011年1月9日 12:00 | 日立リヴァーレ （8勝） | 3 - 2 (23-25) (25-23) (26-28) (25-20) (16-14) | PFUブルーキャッツ （7勝1敗） | 南砺市福野体育館 観客数: 800人 主審: 中島俊昌 副審: 五十里勘司 |
| #894 | 2011年1月9日 12:00 |                        |                                               |                              | 南砺市福野体育館 観客数: 800人 主審: 中島俊昌 副審: 五十里勘司 |

| #895 | 2011年1月9日 15:00 |                                   |                                       |                                     |                                                              |
| #895 | 2011年1月9日 15:00 | 大野石油広島オイラーズ （1勝5敗） | 1 - 3 (25-19) (26-28) (21-25) (19-25) | KUROBEアクアフェアリーズ （4勝4敗） | 南砺市福野体育館 観客数: 1,050人 主審: 西中野健 副審: 黒地忍 |
| #895 | 2011年1月9日 15:00 |                                   |                                       |                                     | 南砺市福野体育館 観客数: 1,050人 主審: 西中野健 副審: 黒地忍 |

#### 1月15日
| #896 | 2011年1月15日 13:00 |                             |                                               |                               |                                                                      |
| #896 | 2011年1月15日 13:00 | 上尾メディックス （8勝1敗） | 2 - 3 (21-25) (25-15) (25-20) (17-25) (12-15) | 三洋電機レッドソア （6勝1敗） | 松任総合運動公園体育館 観客数: 311人 主審: 高野淳志 副審: 波佐間英之 |
| #896 | 2011年1月15日 13:00 |                             |                                               |                               | 松任総合運動公園体育館 観客数: 311人 主審: 高野淳志 副審: 波佐間英之 |

| #897 | 2011年1月15日 15:40 |                              |                               |                              |                                                                      |
| #897 | 2011年1月15日 15:40 | PFUブルーキャッツ （8勝1敗） | 3 - 0 (25-13) (25-14) (25-15) | 四国Eighy 8 Queen （4勝3敗） | 松任総合運動公園体育館 観客数: 858人 主審: 有乗正志 副審: 紙井ひとみ |
| #897 | 2011年1月15日 15:40 |                              |                               |                              | 松任総合運動公園体育館 観客数: 858人 主審: 有乗正志 副審: 紙井ひとみ |

| #898 | 2011年1月15日 13:00 |                               |                                              |                                   |                                                            |
| #898 | 2011年1月15日 13:00 | 健祥会レッドハーツ （4勝5敗） | 3 - 2 (25-17) (22-25) (25-22) (21-25) (15-8) | 大野石油広島オイラーズ （1勝6敗） | 穂高総合体育館 観客数: 450人 主審: 中島俊昌 副審: 佐藤和彦 |
| #898 | 2011年1月15日 13:00 |                               |                                              |                                   | 穂高総合体育館 観客数: 450人 主審: 中島俊昌 副審: 佐藤和彦 |

| #899 | 2011年1月15日 15:30 |                             |                                               |                                   |                                                          |
| #899 | 2011年1月15日 15:30 | 柏エンゼルクロス （2勝7敗） | 2 - 3 (25-18) (21-25) (25-16) (23-25) (10-15) | フォレストリーヴズ熊本 （3勝5敗） | 穂高総合体育館 観客数: 400人 主審: 城智人 副審: 山条康弘 |
| #899 | 2011年1月15日 15:30 |                             |                                               |                                   | 穂高総合体育館 観客数: 400人 主審: 城智人 副審: 山条康弘 |

#### 1月16日
| #900 | 2011年1月16日 12:00 |                               |                                               |                              |                                                                      |
| #900 | 2011年1月16日 12:00 | 三洋電機レッドソア （6勝2敗） | 2 - 3 (23-25) (25-15) (26-24) (21-25) (11-15) | 四国Eighy 8 Queen （5勝3敗） | 松任総合運動公園体育館 観客数: 183人 主審: 有乗正志 副審: 紙井ひとみ |
| #900 | 2011年1月16日 12:00 |                               |                                               |                              | 松任総合運動公園体育館 観客数: 183人 主審: 有乗正志 副審: 紙井ひとみ |

| #901 | 2011年1月16日 14:40 |                              |                               |                             |                                                                      |
| #901 | 2011年1月16日 14:40 | PFUブルーキャッツ （8勝2敗） | 0 - 3 (15-25) (23-25) (18-25) | 上尾メディックス （9勝1敗） | 松任総合運動公園体育館 観客数: 804人 主審: 高野淳志 副審: 波佐間英之 |
| #901 | 2011年1月16日 14:40 |                              |                               |                             | 松任総合運動公園体育館 観客数: 804人 主審: 高野淳志 副審: 波佐間英之 |

| #902 | 2011年1月16日 12:00 |                               |                                       |                                   |                                                          |
| #902 | 2011年1月16日 12:00 | 健祥会レッドハーツ （4勝6敗） | 1 - 3 (22-25) (25-17) (20-25) (21-25) | フォレストリーヴズ熊本 （4勝5敗） | 穂高総合体育館 観客数: 370人 主審: 城智人 副審: 山条康弘 |
| #902 | 2011年1月16日 12:00 |                               |                                       |                                   | 穂高総合体育館 観客数: 370人 主審: 城智人 副審: 山条康弘 |

| #903 | 2011年1月16日 14:17 |                                   |                               |                                  |                                                            |
| #903 | 2011年1月16日 14:17 | 大野石油広島オイラーズ （2勝6敗） | 3 - 1 (26-24) (23-25) (25-19) | Befcoビービースターズ （1勝8敗） | 穂高総合体育館 観客数: 270人 主審: 中島俊昌 副審: 佐藤和彦 |
| #903 | 2011年1月16日 14:17 |                                   |                               |                                  | 穂高総合体育館 観客数: 270人 主審: 中島俊昌 副審: 佐藤和彦 |

#### 1月22日
| #904 | 2011年1月22日 13:00 |                                     |                               |                              |                                                                  |
| #904 | 2011年1月22日 13:00 | KUROBEアクアフェアリーズ （5勝4敗） | 3 - 0 (25-23) (25-20) (25-14) | 四国Eighy 8 Queen （5勝4敗） | 白根カルチャーセンター 観客数: 250人 主審: 西中野健 副審: 小澤円 |
| #904 | 2011年1月22日 13:00 |                                     |                               |                              | 白根カルチャーセンター 観客数: 250人 主審: 西中野健 副審: 小澤円 |

| #905 | 2011年1月22日 15:10 |                          |                                       |                                  |                                                                  |
| #905 | 2011年1月22日 15:10 | GSSサンビームズ （10敗） | 1 - 3 (19-25) (18-25) (25-19) (25-27) | Befcoビービースターズ （2勝8敗） | 白根カルチャーセンター 観客数: 750人 主審: 城智人 副審: 赤川孝義 |
| #905 | 2011年1月22日 15:10 |                          |                                       |                                  | 白根カルチャーセンター 観客数: 750人 主審: 城智人 副審: 赤川孝義 |

| #906 | 2011年1月22日 11:00 |                               |                               |                                   |                                                            |
| #906 | 2011年1月22日 11:00 | 三洋電機レッドソア （7勝2敗） | 3 - 0 (25-19) (25-23) (25-22) | フォレストリーヴズ熊本 （4勝6敗） | 猫田記念体育館 観客数: 300人 主審: 横山寿一 副審: 前川清隆 |
| #906 | 2011年1月22日 11:00 |                               |                               |                                   | 猫田記念体育館 観客数: 300人 主審: 横山寿一 副審: 前川清隆 |

| #907 | 2011年1月22日 13:00 |                               |                               |                             |                                                            |
| #907 | 2011年1月22日 13:00 | 健祥会レッドハーツ （4勝7敗） | 1 - 3 (25-21) (18-25) (22-25) | 柏エンゼルクロス （3勝7敗） | 猫田記念体育館 観客数: 500人 主審: 種元桂子 副審: 荒谷和繁 |
| #907 | 2011年1月22日 13:00 |                               |                               |                             | 猫田記念体育館 観客数: 500人 主審: 種元桂子 副審: 荒谷和繁 |

| #908 | 2011年1月22日 15:15 |                                   |                                       |                        |                                                            |
| #908 | 2011年1月22日 15:15 | 大野石油広島オイラーズ （2勝7敗） | 1 - 3 (23-25) (25-23) (14-25) (13-25) | 日立リヴァーレ （9勝） | 猫田記念体育館 観客数: 800人 主審: 浅見靖人 副審: 飯田一明 |
| #908 | 2011年1月22日 15:15 |                                   |                                       |                        | 猫田記念体育館 観客数: 800人 主審: 浅見靖人 副審: 飯田一明 |

#### 1月23日
| #909 | 2011年1月23日 12:00 |                                     |                       |                          |                                                                  |
| #909 | 2011年1月23日 12:00 | KUROBEアクアフェアリーズ （6勝4敗） | 3 - 0 (25-17) (25-18) | GSSサンビームズ （11敗） | 白根カルチャーセンター 観客数: 600人 主審: 城智人 副審: 池上宗継 |
| #909 | 2011年1月23日 12:00 |                                     |                       |                          | 白根カルチャーセンター 観客数: 600人 主審: 城智人 副審: 池上宗継 |

| #910 | 2011年1月23日 14:00 |                              |                                               |                                  |                                                                    |
| #910 | 2011年1月23日 14:00 | 四国Eighy 8 Queen （6勝4敗） | 3 - 2 (25-17) (25-18) (18-25) (17-25) (15-13) | Befcoビービースターズ （2勝9敗） | 白根カルチャーセンター 観客数: 800人 主審: 西中野健 副審: 川瀬敏裕 |
| #910 | 2011年1月23日 14:00 |                              |                                               |                                  | 白根カルチャーセンター 観客数: 800人 主審: 西中野健 副審: 川瀬敏裕 |

| #911 | 2011年1月23日 12:00 |                               |                                               |                         |                                                            |
| #911 | 2011年1月23日 12:00 | 三洋電機レッドソア （7勝3敗） | 2 - 3 (15-25) (25-15) (25-21) (28-30) (12-15) | 日立リヴァーレ （10勝） | 猫田記念体育館 観客数: 800人 主審: 種元桂子 副審: 前川清隆 |
| #911 | 2011年1月23日 12:00 |                               |                                               |                         | 猫田記念体育館 観客数: 800人 主審: 種元桂子 副審: 前川清隆 |

| #912 | 2011年1月23日 14:40 |                                   |                                               |                                   |                                                            |
| #912 | 2011年1月23日 14:40 | 大野石油広島オイラーズ （3勝7敗） | 3 - 2 (24-26) (25-16) (25-27) (25-18) (15-12) | フォレストリーヴズ熊本 （4勝7敗） | 猫田記念体育館 観客数: 700人 主審: 浅見靖人 副審: 横山寿一 |
| #912 | 2011年1月23日 14:40 |                                   |                                               |                                   | 猫田記念体育館 観客数: 700人 主審: 浅見靖人 副審: 横山寿一 |

#### 1月29日
| #913 | 2011年1月29日 13:00 |                               |                                               |                                   |                                                                  |
| #913 | 2011年1月29日 13:00 | 三洋電機レッドソア （8勝3敗） | 3 - 2 (25-21) (25-16) (21-25) (20-25) (15-10) | 大野石油広島オイラーズ （3勝8敗） | かなくぼ総合体育館 観客数: 1,300人 主審: 浅井唯由 副審: 笠倉雅弘 |
| #913 | 2011年1月29日 13:00 |                               |                                               |                                   | かなくぼ総合体育館 観客数: 1,300人 主審: 浅井唯由 副審: 笠倉雅弘 |

| #914 | 2011年1月29日 15:28 |                            |                               |                              |                                                                  |
| #914 | 2011年1月29日 15:28 | 日立リヴァーレ （10勝1敗） | 0 - 3 (22-25) (17-25) (13-25) | 上尾メディックス （10勝1敗） | かなくぼ総合体育館 観客数: 1,584人 主審: 野村考一 副審: 神林清松 |
| #914 | 2011年1月29日 15:28 |                            |                               |                              | かなくぼ総合体育館 観客数: 1,584人 主審: 野村考一 副審: 神林清松 |

| #915 | 2011年1月29日 13:00 |                              |                                               |                                     |                                                                |
| #915 | 2011年1月29日 13:00 | PFUブルーキャッツ （8勝3敗） | 2 - 3 (25-18) (23-25) (14-25) (25-19) (12-15) | KUROBEアクアフェアリーズ （7勝4敗） | 佐伯市総合体育館 観客数: 1,053人 主審: 山本晋五 副審: 寺嶋数秀 |
| #915 | 2011年1月29日 13:00 |                              |                                               |                                     | 佐伯市総合体育館 観客数: 1,053人 主審: 山本晋五 副審: 寺嶋数秀 |

| #916 | 2011年1月29日 15:45 |                              |                       |                             |                                                                |
| #916 | 2011年1月29日 15:45 | 四国Eighy 8 Queen （6勝5敗） | 0 - 3 (23-25) (19-25) | 柏エンゼルクロス （4勝7敗） | 佐伯市総合体育館 観客数: 1,077人 主審: 須藤義宏 副審: 安東英児 |
| #916 | 2011年1月29日 15:45 |                              |                       |                             | 佐伯市総合体育館 観客数: 1,077人 主審: 須藤義宏 副審: 安東英児 |

#### 1月30日
| #917 | 2011年1月30日 12:00 |                               |                               |                              |                                                                  |
| #917 | 2011年1月30日 12:00 | 健祥会レッドハーツ （4勝8敗） | 0 - 3 (18-25) (16-25) (20-25) | 上尾メディックス （11勝1敗） | かなくぼ総合体育館 観客数: 1,030人 主審: 野村考一 副審: 神林清松 |
| #917 | 2011年1月30日 12:00 |                               |                               |                              | かなくぼ総合体育館 観客数: 1,030人 主審: 野村考一 副審: 神林清松 |

| #918 | 2011年1月30日 14:00 |                                   |                               |                            |                                                                  |
| #918 | 2011年1月30日 14:00 | 大野石油広島オイラーズ （3勝9敗） | 0 - 3 (18-25) (20-25) (15-25) | 日立リヴァーレ （11勝1敗） | かなくぼ総合体育館 観客数: 1,300人 主審: 浅井唯由 副審: 笠倉雅弘 |
| #918 | 2011年1月30日 14:00 |                                   |                               |                            | かなくぼ総合体育館 観客数: 1,300人 主審: 浅井唯由 副審: 笠倉雅弘 |

| #919 | 2011年1月30日 11:00 |                              |                                       |                                     |                                                                                    |
| #919 | 2011年1月30日 11:00 | 四国Eighy 8 Queen （6勝6敗） | 1 - 3 (22-25) (29-27) (21-25) (22-25) | KUROBEアクアフェアリーズ （8勝4敗） | 大原総合体育館（フレッシュランドみえ） 観客数: 440人 主審: 須藤義宏 副審: 寺嶋数秀 |
| #919 | 2011年1月30日 11:00 |                              |                                       |                                     | 大原総合体育館（フレッシュランドみえ） 観客数: 440人 主審: 須藤義宏 副審: 寺嶋数秀 |

| #920 | 2011年1月30日 13:30 |                             |                               |                          |                                                                                    |
| #920 | 2011年1月30日 13:30 | 柏エンゼルクロス （5勝7敗） | 3 - 0 (25-13) (25-21) (27-25) | GSSサンビームズ （12敗） | 大原総合体育館（フレッシュランドみえ） 観客数: 452人 主審: 山本晋五 副審: 安東英児 |
| #920 | 2011年1月30日 13:30 |                             |                               |                          | 大原総合体育館（フレッシュランドみえ） 観客数: 452人 主審: 山本晋五 副審: 安東英児 |

#### 2月5日
| #921 | 2011年2月5日 11:00 |                            |                               |                                     |                                                            |
| #921 | 2011年2月5日 11:00 | 日立リヴァーレ （12勝1敗） | 3 - 0 (25-17) (25-20) (25-16) | KUROBEアクアフェアリーズ （8勝5敗） | 上尾市民体育館 観客数: 639人 主審: 高橋宏明 副審: 重竹雅行 |
| #921 | 2011年2月5日 11:00 |                            |                               |                                     | 上尾市民体育館 観客数: 639人 主審: 高橋宏明 副審: 重竹雅行 |

| #922 | 2011年2月5日 13:00 |                              |                                               |                                    |                                                            |
| #922 | 2011年2月5日 13:00 | PFUブルーキャッツ （9勝3敗） | 3 - 2 (25-14) (25-15) (16-25) (20-25) (15-11) | 大野石油広島オイラーズ （3勝10敗） | 上尾市民体育館 観客数: 486人 主審: 浅井唯由 副審: 中里明啓 |
| #922 | 2011年2月5日 13:00 |                              |                                               |                                    | 上尾市民体育館 観客数: 486人 主審: 浅井唯由 副審: 中里明啓 |

| #923 | 2011年2月5日 15:20 |                                   |                               |                              |                                                                |
| #923 | 2011年2月5日 15:20 | フォレストリーヴズ熊本 （4勝8敗） | 0 - 3 (14-25) (10-25) (16-25) | 上尾メディックス （12勝1敗） | 上尾市民体育館 観客数: 1,120人 主審: 野村考一 副審: 山之内正隆 |
| #923 | 2011年2月5日 15:20 |                                   |                               |                              | 上尾市民体育館 観客数: 1,120人 主審: 野村考一 副審: 山之内正隆 |

| #924 | 2011年2月5日 12:00 |                               |                               |                          |                                                                          |
| #924 | 2011年2月5日 12:00 | 三洋電機レッドソア （9勝3敗） | 3 - 0 (25-16) (25-15) (25-23) | GSSサンビームズ （13敗） | 健祥会パートナー多目的ホール 観客数: 530人 主審: 須藤義宏 副審: 大村真由 |
| #924 | 2011年2月5日 12:00 |                               |                               |                          | 健祥会パートナー多目的ホール 観客数: 530人 主審: 須藤義宏 副審: 大村真由 |

| #925 | 2011年2月5日 14:00 |                              |                               |                               |                                                                              |
| #925 | 2011年2月5日 14:00 | 四国Eighy 8 Queen （6勝7敗） | 0 - 3 (15-25) (19-25) (10-25) | 健祥会レッドハーツ （5勝8敗） | 健祥会パートナー多目的ホール 観客数: 1,106人 主審: 大塚春夫 副審: 橋本賀津郎 |
| #925 | 2011年2月5日 14:00 |                              |                               |                               | 健祥会パートナー多目的ホール 観客数: 1,106人 主審: 大塚春夫 副審: 橋本賀津郎 |

#### 2月6日
| #926 | 2011年2月6日 12:00 |                            |                               |                                   |                                                            |
| #926 | 2011年2月6日 12:00 | 日立リヴァーレ （13勝1敗） | 3 - 0 (25-16) (25-14) (25-15) | フォレストリーヴズ熊本 （4勝9敗） | 上尾市民体育館 観客数: 683人 主審: 浅井唯由 副審: 重竹雅行 |
| #926 | 2011年2月6日 12:00 |                            |                               |                                   | 上尾市民体育館 観客数: 683人 主審: 浅井唯由 副審: 重竹雅行 |

| #927 | 2011年2月6日 14:00 |                                     |                                       |                              |                                                              |
| #927 | 2011年2月6日 14:00 | KUROBEアクアフェアリーズ （8勝6敗） | 1 - 3 (21-25) (25-23) (13-25) (19-25) | 上尾メディックス （13勝1敗） | 上尾市民体育館 観客数: 1,130人 主審: 高橋宏明 副審: 中里明啓 |
| #927 | 2011年2月6日 14:00 |                                     |                                       |                              | 上尾市民体育館 観客数: 1,130人 主審: 高橋宏明 副審: 中里明啓 |

| #928 | 2011年2月6日 11:00 |                              |                               |                          |                                                                          |
| #928 | 2011年2月6日 11:00 | 四国Eighy 8 Queen （7勝7敗） | 3 - 0 (25-20) (25-13) (25-23) | GSSサンビームズ （14敗） | 健祥会パートナー多目的ホール 観客数: 520人 主審: 大塚春夫 副審: 片山政紀 |
| #928 | 2011年2月6日 11:00 |                              |                               |                          | 健祥会パートナー多目的ホール 観客数: 520人 主審: 大塚春夫 副審: 片山政紀 |

| #929 | 2011年2月6日 13:00 |                                |                                       |                               |                                                                              |
| #929 | 2011年2月6日 13:00 | 三洋電機レッドソア （10勝3敗） | 3 - 1 (27-25) (25-27) (25-14) (25-20) | 健祥会レッドハーツ （5勝9敗） | 健祥会パートナー多目的ホール 観客数: 1,134人 主審: 須藤義宏 副審: 橋本賀津郎 |
| #929 | 2011年2月6日 13:00 |                                |                                       |                               | 健祥会パートナー多目的ホール 観客数: 1,134人 主審: 須藤義宏 副審: 橋本賀津郎 |

#### 2月12日
| #930 | 2011年2月12日 13:00 |                                   |                               |                                    |                                                                        |
| #930 | 2011年2月12日 13:00 | Befcoビービースターズ （2勝10敗） | 0 - 3 (20-25) (21-25) (11-25) | 大野石油広島オイラーズ （4勝10敗） | 江戸川区スポーツセンター 観客数: 340人 主審: 野村考一 副審: 薄井真知子 |
| #930 | 2011年2月12日 13:00 |                                   |                               |                                    | 江戸川区スポーツセンター 観客数: 340人 主審: 野村考一 副審: 薄井真知子 |

| #931 | 2011年2月12日 15:00 |                               |                               |                          |                                                                      |
| #931 | 2011年2月12日 15:00 | 健祥会レッドハーツ （6勝9敗） | 3 - 0 (25-20) (25-22) (25-19) | GSSサンビームズ （15敗） | 江戸川区スポーツセンター 観客数: 300人 主審: 浅井唯由 副審: 服部篤史 |
| #931 | 2011年2月12日 15:00 |                               |                               |                          | 江戸川区スポーツセンター 観客数: 300人 主審: 浅井唯由 副審: 服部篤史 |

| #932 | 2011年2月12日 13:00 |                                    |                                       |                               |                                                                  |
| #932 | 2011年2月12日 13:00 | フォレストリーヴズ熊本 （4勝10敗） | 1 - 3 (12-25) (25-22) (14-25) (16-25) | PFUブルーキャッツ （10勝3敗） | 大東市立市民体育館 観客数: 700人 主審: 佐々木伸子 副審: 新田和弘 |
| #932 | 2011年2月12日 13:00 |                                    |                                       |                               | 大東市立市民体育館 観客数: 700人 主審: 佐々木伸子 副審: 新田和弘 |

| #933 | 2011年2月12日 15:30 |                                |                               |                              |                                                                |
| #933 | 2011年2月12日 15:30 | 三洋電機レッドソア （10勝4敗） | 0 - 3 (20-25) (23-25) (18-25) | 上尾メディックス （14勝1敗） | 大東市立市民体育館 観客数: 900人 主審: 柘植知則 副審: 吉岡奈々 |
| #933 | 2011年2月12日 15:30 |                                |                               |                              | 大東市立市民体育館 観客数: 900人 主審: 柘植知則 副審: 吉岡奈々 |

#### 2月13日
| #934 | 2011年2月13日 12:00 |                               |                       |                                   |                                                                      |
| #934 | 2011年2月13日 12:00 | 健祥会レッドハーツ （7勝9敗） | 3 - 0 (25-11) (25-19) | Befcoビービースターズ （2勝11敗） | 江戸川区スポーツセンター 観客数: 330人 主審: 野村考一 副審: 及川千春 |
| #934 | 2011年2月13日 12:00 |                               |                       |                                   | 江戸川区スポーツセンター 観客数: 330人 主審: 野村考一 副審: 及川千春 |

| #935 | 2011年2月13日 14:00 |                          |                                              |                                    |                                                                      |
| #935 | 2011年2月13日 14:00 | GSSサンビームズ （16敗） | 2 - 3 (25-21) (23-25) (18-25) (25-22) (8-15) | 大野石油広島オイラーズ （5勝10敗） | 江戸川区スポーツセンター 観客数: 370人 主審: 浅井唯由 副審: 水間絵美 |
| #935 | 2011年2月13日 14:00 |                          |                                              |                                    | 江戸川区スポーツセンター 観客数: 370人 主審: 浅井唯由 副審: 水間絵美 |

| #936 | 2011年2月13日 12:00 |                              |                                       |                               |                                                                |
| #936 | 2011年2月13日 12:00 | 上尾メディックス （15勝1敗） | 3 - 2 (19-25) (25-17) (25-16) (17-15) | PFUブルーキャッツ （10勝4敗） | 大東市立市民体育館 観客数: 400人 主審: 柘植知則 副審: 新道哲郎 |
| #936 | 2011年2月13日 12:00 |                              |                                       |                               | 大東市立市民体育館 観客数: 400人 主審: 柘植知則 副審: 新道哲郎 |

| #937 | 2011年2月13日 14:50 |                                |                                       |                                    |                                                                  |
| #937 | 2011年2月13日 14:50 | 三洋電機レッドソア （11勝4敗） | 3 - 1 (25-21) (25-18) (23-25) (25-22) | フォレストリーヴズ熊本 （4勝11敗） | 大東市立市民体育館 観客数: 780人 主審: 佐々木伸子 副審: 濱田英典 |
| #937 | 2011年2月13日 14:50 |                                |                                       |                                    | 大東市立市民体育館 観客数: 780人 主審: 佐々木伸子 副審: 濱田英典 |

#### 2月19日
| #938 | 2011年2月19日 13:00 |                                    |                               |                                   |                                                            |
| #938 | 2011年2月19日 13:00 | フォレストリーヴズ熊本 （4勝12敗） | 0 - 3 (19-25) (25-27) (19-25) | Befcoビービースターズ （3勝11敗） | 入善町総合体育館 観客数: 350人 主審: 三見洋子 副審: 黒地忍 |
| #938 | 2011年2月19日 13:00 |                                    |                               |                                   | 入善町総合体育館 観客数: 350人 主審: 三見洋子 副審: 黒地忍 |

| #939 | 2011年2月19日 15:00 |                                     |                               |                          |                                                                |
| #939 | 2011年2月19日 15:00 | KUROBEアクアフェアリーズ （9勝6敗） | 3 - 0 (25-14) (25-22) (25-12) | GSSサンビームズ （17敗） | 入善町総合体育館 観客数: 600人 主審: 中島俊昌 副審: 五十里勘司 |
| #939 | 2011年2月19日 15:00 |                                     |                               |                          | 入善町総合体育館 観客数: 600人 主審: 中島俊昌 副審: 五十里勘司 |

| #940 | 2011年2月19日 13:00 |                              |                               |                                    |                                                                |
| #940 | 2011年2月19日 13:00 | 上尾メディックス （16勝1敗） | 3 - 0 (25-22) (25-16) (25-19) | 大野石油広島オイラーズ （5勝11敗） | 高松市香川総合体育館 観客数: 340人 主審: 浅見靖人 副審: 藤田航 |
| #940 | 2011年2月19日 13:00 |                              |                               |                                    | 高松市香川総合体育館 観客数: 340人 主審: 浅見靖人 副審: 藤田航 |

| #941 | 2011年2月19日 847 |                             |                               |                              |                                                                  |
| #941 | 2011年2月19日 847 | 柏エンゼルクロス （6勝7敗） | 3 - 0 (25-19) (25-20) (25-17) | 四国Eighy 8 Queen （7勝8敗） | 高松市香川総合体育館 観客数: 847人 主審: 柘植知則 副審: 綾田英治 |
| #941 | 2011年2月19日 847 |                             |                               |                              | 高松市香川総合体育館 観客数: 847人 主審: 柘植知則 副審: 綾田英治 |

#### 2月20日
| #942 | 2011年2月20日 12:00 |                                   |                               |                          |                                                                |
| #942 | 2011年2月20日 12:00 | Befcoビービースターズ （4勝11敗） | 3 - 0 (25-20) (25-21) (25-20) | GSSサンビームズ （18敗） | 入善町総合体育館 観客数: 500人 主審: 三見洋子 副審: 五十里勘司 |
| #942 | 2011年2月20日 12:00 |                                   |                               |                          | 入善町総合体育館 観客数: 500人 主審: 三見洋子 副審: 五十里勘司 |

| #943 | 2011年2月20日 14:00 |                                      |                                       |                                    |                                                            |
| #943 | 2011年2月20日 14:00 | KUROBEアクアフェアリーズ （10勝6敗） | 3 - 1 (22-25) (25-22) (25-20) (28-26) | フォレストリーヴズ熊本 （4勝13敗） | 入善町総合体育館 観客数: 750人 主審: 中島俊昌 副審: 黒地忍 |
| #943 | 2011年2月20日 14:00 |                                      |                                       |                                    | 入善町総合体育館 観客数: 750人 主審: 中島俊昌 副審: 黒地忍 |

| #944 | 2011年2月20日 12:00 |                             |                                       |                                    |                                                                  |
| #944 | 2011年2月20日 12:00 | 柏エンゼルクロス （6勝8敗） | 1 - 3 (19-25) (21-25) (25-17) (20-25) | 大野石油広島オイラーズ （6勝11敗） | 高松市香川総合体育館 観客数: 370人 主審: 柘植知則 副審: 綾田英治 |
| #944 | 2011年2月20日 12:00 |                             |                                       |                                    | 高松市香川総合体育館 観客数: 370人 主審: 柘植知則 副審: 綾田英治 |

| #945 | 2011年2月20日 14:15 |                              |                              |                              |                                                                |
| #945 | 2011年2月20日 14:15 | 上尾メディックス （17勝1敗） | 3 - 0 (25-12) (25-9) (25-19) | 四国Eighy 8 Queen （7勝9敗） | 高松市香川総合体育館 観客数: 717人 主審: 浅見靖人 副審: 藤田航 |
| #945 | 2011年2月20日 14:15 |                              |                              |                              | 高松市香川総合体育館 観客数: 717人 主審: 浅見靖人 副審: 藤田航 |

#### 2月26日
| #946 | 2011年2月26日 13:00 |                            |                       |                                |                                                              |
| #946 | 2011年2月26日 13:00 | 日立リヴァーレ （14勝1敗） | 3 - 0 (25-16) (25-19) | 健祥会レッドハーツ （7勝10敗） | 小樽市総合体育館 観客数: 720人 主審: 明井寿枝 副審: 小瀧健二 |
| #946 | 2011年2月26日 13:00 |                            |                       |                                | 小樽市総合体育館 観客数: 720人 主審: 明井寿枝 副審: 小瀧健二 |

| #947 | 2011年2月26日 15:00 |                                    |                                       |                                |                                                              |
| #947 | 2011年2月26日 15:00 | 大野石油広島オイラーズ （6勝12敗） | 1 - 3 (22-25) (25-21) (24-26) (11-25) | 三洋電機レッドソア （12勝4敗） | 小樽市総合体育館 観客数: 760人 主審: 丸山道博 副審: 川崎尚子 |
| #947 | 2011年2月26日 15:00 |                                    |                                       |                                | 小樽市総合体育館 観客数: 760人 主審: 丸山道博 副審: 川崎尚子 |

| #948 | 2011年2月26日 13:00 |                                   |                       |                               |                                                            |
| #948 | 2011年2月26日 13:00 | Befcoビービースターズ （4勝12敗） | 0 - 3 (17-25) (20-25) | PFUブルーキャッツ （11勝4敗） | 柏市中央体育館 観客数: 400人 主審: 浅見靖人 副審: 花野井茂 |
| #948 | 2011年2月26日 13:00 |                                   |                       |                               | 柏市中央体育館 観客数: 400人 主審: 浅見靖人 副審: 花野井茂 |

| #949 | 2011年2月26日 15:00 |                             |                                       |                              |                                                            |
| #949 | 2011年2月26日 15:00 | 柏エンゼルクロス （6勝9敗） | 1 - 3 (16-25) (25-23) (21-25) (17-25) | 上尾メディックス （18勝1敗） | 柏市中央体育館 観客数: 670人 主審: 野村考一 副審: 山内大右 |
| #949 | 2011年2月26日 15:00 |                             |                                       |                              | 柏市中央体育館 観客数: 670人 主審: 野村考一 副審: 山内大右 |

#### 2月27日
| #950 | 2011年2月27日 12:00 |                                    |                               |                                |                                                              |
| #950 | 2011年2月27日 12:00 | 大野石油広島オイラーズ （6勝13敗） | 0 - 3 (18-25) (21-25) (23-25) | 健祥会レッドハーツ （8勝10敗） | 小樽市総合体育館 観客数: 610人 主審: 丸山道博 副審: 川崎尚子 |
| #950 | 2011年2月27日 12:00 |                                    |                               |                                | 小樽市総合体育館 観客数: 610人 主審: 丸山道博 副審: 川崎尚子 |

| #951 | 2011年2月27日 14:00 |                            |                                      |                                |                                                              |
| #951 | 2011年2月27日 14:00 | 日立リヴァーレ （15勝1敗） | 3 - 1 (25-21) (22-25) (25-9) (25-20) | 三洋電機レッドソア （12勝5敗） | 小樽市総合体育館 観客数: 690人 主審: 明井寿枝 副審: 小瀧健二 |
| #951 | 2011年2月27日 14:00 |                            |                                      |                                | 小樽市総合体育館 観客数: 690人 主審: 明井寿枝 副審: 小瀧健二 |

| #952 | 2011年2月27日 12:00 |                              |                       |                                   |                                                            |
| #952 | 2011年2月27日 12:00 | 上尾メディックス （19勝1敗） | 3 - 0 (25-15) (25-20) | Befcoビービースターズ （4勝13敗） | 柏市中央体育館 観客数: 400人 主審: 野村考一 副審: 山内大右 |
| #952 | 2011年2月27日 12:00 |                              |                       |                                   | 柏市中央体育館 観客数: 400人 主審: 野村考一 副審: 山内大右 |

| #953 | 2011年2月27日 14:00 |                              |                                       |                               |                                                            |
| #953 | 2011年2月27日 14:00 | 柏エンゼルクロス （6勝10敗） | 1 - 3 (21-25) (19-25) (26-24) (14-25) | PFUブルーキャッツ （12勝4敗） | 柏市中央体育館 観客数: 550人 主審: 浅見靖人 副審: 花野井茂 |
| #953 | 2011年2月27日 14:00 |                              |                                       |                               | 柏市中央体育館 観客数: 550人 主審: 浅見靖人 副審: 花野井茂 |

#### 3月5日
| #954 | 2011年3月5日 13:00 |                               |                              |                          |                                                        |
| #954 | 2011年3月5日 13:00 | PFUブルーキャッツ （13勝4敗） | 3 - 0 (25-10) (25-7) (25-19) | GSSサンビームズ （19敗） | 横手体育館 観客数: 543人 主審: 浅井唯由 副審: 杉村友雄 |
| #954 | 2011年3月5日 13:00 |                               |                              |                          | 横手体育館 観客数: 543人 主審: 浅井唯由 副審: 杉村友雄 |

| #955 | 2011年3月5日 15:00 |                            |                                       |                               |                                                        |
| #955 | 2011年3月5日 15:00 | 日立リヴァーレ （16勝1敗） | 3 - 1 (25-21) (20-25) (25-21) (25-18) | 四国Eighy 8 Queen （7勝10敗） | 横手体育館 観客数: 793人 主審: 野村考一 副審: 船木洋行 |
| #955 | 2011年3月5日 15:00 |                            |                                       |                               | 横手体育館 観客数: 793人 主審: 野村考一 副審: 船木洋行 |

| #956 | 2011年3月5日 11:00 |                                |                                       |                              |                                                                          |
| #956 | 2011年3月5日 11:00 | 三洋電機レッドソア （13勝5敗） | 3 - 1 (25-18) (25-16) (23-25) (25-18) | 柏エンゼルクロス （6勝11敗） | 山陽ふれあい公園総合体育館 観客数: 200人 主審: 千代延靖夫 副審: 山本浩之 |
| #956 | 2011年3月5日 11:00 |                                |                                       |                              | 山陽ふれあい公園総合体育館 観客数: 200人 主審: 千代延靖夫 副審: 山本浩之 |

| #957 | 2011年3月5日 13:10 |                                    |                       |                                |                                                                        |
| #957 | 2011年3月5日 13:10 | フォレストリーヴズ熊本 （4勝14敗） | 0 - 3 (19-25) (20-25) | 健祥会レッドハーツ （9勝10敗） | 山陽ふれあい公園総合体育館 観客数: 247人 主審: 戸川太輔 副審: 井上豊明 |
| #957 | 2011年3月5日 13:10 |                                    |                       |                                | 山陽ふれあい公園総合体育館 観客数: 247人 主審: 戸川太輔 副審: 井上豊明 |

| #958 | 2011年3月5日 15:00 |                                      |                                               |                                   |                                                                        |
| #958 | 2011年3月5日 15:00 | KUROBEアクアフェアリーズ （11勝6敗） | 3 - 2 (25-18) (25-17) (23-25) (22-25) (15-13) | Befcoビービースターズ （4勝14敗） | 山陽ふれあい公園総合体育館 観客数: 282人 主審: 横山寿一 副審: 小坂宣利 |
| #958 | 2011年3月5日 15:00 |                                      |                                               |                                   | 山陽ふれあい公園総合体育館 観客数: 282人 主審: 横山寿一 副審: 小坂宣利 |

#### 3月6日
| #959 | 2011年3月6日 12:00 |                               |                               |                               |                                                        |
| #959 | 2011年3月6日 12:00 | PFUブルーキャッツ （14勝4敗） | 3 - 0 (25-20) (25-15) (25-13) | 四国Eighy 8 Queen （7勝11敗） | 横手体育館 観客数: 547人 主審: 野村考一 副審: 杉村友雄 |
| #959 | 2011年3月6日 12:00 |                               |                               |                               | 横手体育館 観客数: 547人 主審: 野村考一 副審: 杉村友雄 |

| #960 | 2011年3月6日 14:00 |                            |                              |                          |                                                      |
| #960 | 2011年3月6日 14:00 | 日立リヴァーレ （17勝1敗） | 3 - 0 (25-9) (25-16) (25-21) | GSSサンビームズ （20敗） | 横手体育館 観客数: 835人 主審: 浅井唯由 副審: 米川覚 |
| #960 | 2011年3月6日 14:00 |                            |                              |                          | 横手体育館 観客数: 835人 主審: 浅井唯由 副審: 米川覚 |

| #961 | 2011年3月6日 12:00 |                                |                               |                                      |                                                                        |
| #961 | 2011年3月6日 12:00 | 三洋電機レッドソア （14勝5敗） | 3 - 0 (25-23) (25-16) (25-23) | KUROBEアクアフェアリーズ （11勝7敗） | 山陽ふれあい公園総合体育館 観客数: 300人 主審: 戸川太輔 副審: 武田祥憲 |
| #961 | 2011年3月6日 12:00 |                                |                               |                                      | 山陽ふれあい公園総合体育館 観客数: 300人 主審: 戸川太輔 副審: 武田祥憲 |

| #962 | 2011年3月6日 14:00 |                              |                                               |                                 |                                                                          |
| #962 | 2011年3月6日 14:00 | 柏エンゼルクロス （6勝12敗） | 2 - 3 (17-25) (25-20) (19-25) (25-17) (13-15) | 健祥会レッドハーツ （10勝10敗） | 山陽ふれあい公園総合体育館 観客数: 330人 主審: 千代延靖夫 副審: 織本昌朗 |
| #962 | 2011年3月6日 14:00 |                              |                                               |                                 | 山陽ふれあい公園総合体育館 観客数: 330人 主審: 千代延靖夫 副審: 織本昌朗 |

### 最終順位
| 順位 | チーム名                 | 試合数 | 勝数 | 敗数 | 勝率  | セット率 | 備考 |
| ---- | ------------------------ | ------ | ---- | ---- | ----- | -------- | ---- |
| 1    | 上尾メディックス         | 20     | 19   | 1    | 0.950 |          |      |
| 2    | 日立リヴァーレ           | 18     | 17   | 1    | 0.944 |          |      |
| 3    | PFUブルーキャッツ        | 18     | 14   | 4    | 0.778 |          |      |
| 4    | 三洋電機レッドソア       | 19     | 14   | 5    | 0.737 |          |      |
| 5    | KUROBEアクアフェアリーズ | 18     | 11   | 7    | 0.611 |          |      |
| 6    | 健祥会レッドハーツ       | 20     | 10   | 10   | 0.500 |          |      |
| 7    | 四国Eighty 8 Queen       | 18     | 7    | 11   | 0.389 |          |      |
| 8    | 柏エンゼルクロス         | 18     | 6    | 12   | 0.333 |          |      |
| 9    | 大野石油広島オイラーズ   | 19     | 6    | 13   | 0.316 |          |      |
| 10   | フォレストリーヴズ熊本   | 18     | 4    | 14   | 0.222 | 0.467    |      |
| 11   | Befcoビービースターズ    | 18     | 4    | 14   | 0.222 | 0.386    |      |
| 12   | GSSサンビームズ          | 20     | 0    | 20   | 0.000 |          |      |

### 個人賞
| No. | 賞名             | 受賞者     | 所属チーム | 備考                |
| --- | ---------------- | ---------- | ---------- | ------------------- |
| 1   | 優勝監督賞       | 吉田敏明   | 上尾       |                     |
| 2   | 最高殊勲選手賞   | 庄司夕起   | 上尾       |                     |
| 3   | 敢闘賞           | 遠井萌仁   | 日立       |                     |
| 4   | 最優秀新人賞     | 皆本明日香 | 上尾       |                     |
| 5   | 得点王           | 中野清香   | 三洋電機   | 総得点=380点        |
| 6   | スパイク賞       | 石田小枝   | 日立       | 決定率=53.4%        |
| 7   | ブロック賞       | 門間希     | Befco      | 決定本数=0.92本/set |
| 8   | サーブ賞         | 長野仁美   | 健祥会     | 効果率=17.2%        |
| 9   | サーブレシーブ賞 | 中村かおり | 日立       | 成功率=78.9%        |